# 허정숙
허정숙(許貞淑, 1902년 7월 16일 ~ 1991년 6월 5일)은 일제강점기의 독립운동가이며 여성운동가(페미니스트), 사회주의자, 사상가, 철학자, 언론인이며 조선민주주의인민공화국의 정치인, 법관이다.
일제강점기 당시 언론 활동과 사회주의 운동, 신간회와 근우회의 조직 등에 참여했다. 일제강점기 당시 자유연애주의자로도 유명하였다.

## 개요
일본과 중국에서 유학생활을 하다 귀국, 여성주의 운동과 사회주의 운동에 참여하였으며 1924년 조선여성동우회, 1924년 5월의 조선여성해방동맹 등 여성단체를 조직하여 활동했다. 조선공산당 조직에도 참여하여 1925년 11월 제1차 조선공산당 사건의 관련자로 지목되어 체포되었다가 풀려났고, 신간회와 근우회 등의 조직에도 참여하였다. 또한 동아일보의 기자와 논설위원으로도 활동하였다. 1926년 5월 도미했으나 이듬해 귀국, 1929년 광주 학생 항일 운동 때 여학생들 선동을 이유로 체포되었다가 풀려났다. 1936년 일제의 탄압을 피해 중국으로 망명, 민족혁명당, 조선독립동맹 등에서 활동하였다.
광복 후 서울로 귀국했다가 미군정의 탄압을 피해 38도선 이북으로 월북, 남북을 오가며 활동하던 중 1948년 4월의 남북 협상에 북측의 여성계 대표로 참여한 뒤 북조선에 정착했다. 그해 9월 최고인민회의 1기 대의원이 되고, 38선 이북의 북조선 단독 정부 수립에 참여하여 내각 문화선전상과 보건성 부상, 1949년 보건상, 1959년 사법상과 최고재판소 판사 등을 역임하였다. 연안파 숙청 때는 전 남편인 최창익을 비판하여 숙청을 면하였다. 1965년 정계에 복귀, 9월 최고재판소 소장에 복직하였다. 1972년 최고인민회의 부의장이 되고 그해 최고인민회의 제5기 대의원에 선출된 뒤, 제6,7,8기 최고인민회의 대의원에 연임, 재선되었다.
그는 사랑 없이도 성관계를 가질 수 있고, 사랑 없이도 결혼할 수 있다고 주장하여 화제가 되었다. 변호사 허헌(許憲)의 맏딸이며, 조선공산당의 간부인 임원근, 송봉우, 중국 연안(延安)의 조선독립동맹의 부주석 최창익의 부인이고, 신일룡 등의 연인이었다. 본명은 허정자(許貞子), 다른 이름은 허정숙(許貞淑) 또는 허정숙(許正淑), 필명은 수가이(秀嘉伊)이고 가명은 정은주(鄭恩珠), 별칭은 '조선의 콜론타이'이다. 1945년 이름을 정자에서 정숙(貞淑)으로 개명하였다.

## 생애

### 생애 초반

#### 젊은 시절

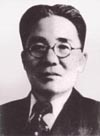
아버지 허헌

허정숙은 1902년 7월 16일 독립운동가 겸 변호사 허헌(許憲)과 그의 부인인 경주 정씨 정보영(鄭寶榮, 다른 이름은 정긍자(鄭兢子))의 둘째 딸로 경성부 종로방 관철동에서 태어났으며, 본명은 정자(貞子), 호는 수가이이다. 일찍이 요절한 언니가 한 명 있었다. 그의 생년은 불분명하여 1902년생 설, 1903년생 설, 1906년생 설, 1908년생 설 등이 있다. 허정숙의 출생지는 경성부였으나, 본적지이자 아버지 허헌의 고향은 함경북도 명천군 하우면 하평리이었다. 따라서 명천군 출신으로도 본다. 그가 태어날 때 위로는 언니 허정희(許貞姬)가 있었다.
몰락 양반가 출신이었지만 할아버지 허추(許抽)의 대에 다시 집안을 일으켜세웠다. 자수성가했던 할아버지 허추는 조선 말에 관직에 올라 대한제국 시절에는 경원부사와 한성부경무관을 역임하였다. 아버지 허헌은 15세에 일찍 부모를 여의고 고아가 되었으나 집안은 유복하였다. 외할아버지인 정종언은 지주로, 외가인 경주 정씨 역시 함흥군의 갑부 집안이었다.
일제강점기 당시 그는 본명 정자 대신 정숙(貞淑), 정숙(正淑) 등의 이름을 쓰다가, 1945년 귀국 직후, 아버지 허헌이 호적신고를 할 때 '정숙'으로 개명하게 해달라고 한 뒤 정숙(貞淑)을 본명으로 개명하였다. 그밖에 중국 활동시 쓰던 정은주라는 가명도 있었다.
허정숙은 자신의 어머니 정보영을 통해 '여성의 삶'을 처음 발견했다. 아버지 허헌은 늦게까지 공부하였고, 남편과 가족의 뒷바라지를 하던 어머니 정보영을 통해 여성의 삶에 대해 회의하였다. 모든 것을 가족에게 투자하고 '자신의 욕망을 근원적으로 포기하고 가족을 위해 우직하게 헌신했던' 어머니의 모습을 보며 허정숙은 '이 사회에서 여성으로 살아간다는 것'의 의미에 대해 고민하기 시작했다. 훗날 그는 과연 가족과 가정이 인간의 행복한 삶을 보장하는지 의심스러워지기 시작했다고 회고하였다.
아버지 허헌은 계속 학업에 계속 종사하여 경성으로 올라갔고, 가정의 생계는 어머니인 정보영이 꾸려나갔다. 언니 허정희는 일찍 요절하여 사실상 허정숙이 장녀가 되었다. 그 후 아버지 허헌은 경성에서 유덕희(柳德禧)와 재혼하고, 30년 연하의 이복 동생들인 허근욱과 허선욱, 허종욱, 허영욱, 허선욱, 허기욱 등이 태어난다. 이복 여동생 허근욱은 소설가 겸 작가이고, 허선욱은 음악가이며, 이복 남동생인 허종욱은 북조선의 외교관이다.

#### 유년 시절
아버지 허헌이 18세 때 허정자가 출생하였지만 당시 허헌은 학업을 계속하느라 늘 집을 비우고 딸을 둔 어머니의 고민 속에 그도 일찍이 봉건적 가족 구조의 폐단을 보고 자랐다고 한다.
어려서 허정숙은 기독교 교회에 다녔다. 아버지 허헌은 1910년 원산에서 기독교를 전도하는 이동휘를 만나 기독교인이 된 후 향리와 한성에 교회를 세우고 청년교육에 전념하면서 당시 항일 운동가를 도왔다고 하니 허정숙의 어린 시절에 기독교 영향도 없지는 않았을 것이다. 그러나 후에 사회주의 사상과 페미니즘 사상을 접하면서 기독교를 버렸고, 오히려 기독교는 자본주의의 첨병으로서 인간을 지배자의 노예로, 여성을 남성의 노예로 만드는 사상이라는 결론을 내리게 된다. 착한 사람, 선량한 사람이 되자면서 평일에는 속된 인간으로 변모하는 사람들의 태도 역시 허정숙으로 하여금 종교에 대한 환멸감을 갖게 만드는 원인이 됐다.

#### 소녀 시절
1913년 경성부 배화학당에 입학하였다. 선대의 부로 아쉬울 것 없는 유복한 학창시절을 보냈다. 배화학당 시절에 그는 글과 시를 잘 지어서 백일장 등에 나가서 상을 받았다고 한다. 이때의 그는 시를 읽기를 즐겨하였다. 배화학당 시절 그는 차미리사의 영향을 받아 스스로 자립해야 한다는 생각을 품게 되었다. 1917년 배화학당을 졸업하고 평양고등여학교에 편입, 1918년 평양고등여학교를 졸업하였다.
후일 딸의 이같은 자유로운 감성을 간파한 아버지의 권고로 일본 고베(神戶)의 신학교인 간사이 학원으로 유학하게 된다.
1918년 이화학당 전문부에 입학하였으며 미국 유학을 목표로 YMCA 기독교청년회에도 다니며 영어를 배웠다. 1919년초, 이화학당 전문부를 졸업하고 일본으로 유학, 도쿄에 체류하며 간사이 학원(關西學院)에 입학하였다. 그러나 낮선 환경과 권위에 얽매이지 않으려는 그의 성격, 문화의 차이 등은 그에게 심리적인 압박감을 주었고, 그는 일본 생활을 쉽게 적응하지 못하였다.
그는 장성하면서 부친과 신뢰하는 사이가 되어, 아버지 허헌과는 부녀관계인 동시에 정치적, 사상적 동지 관계로 때로는 사상적 충돌도 있었다고 한다.

### 유학과 청년기

#### 일본 유학과 귀국

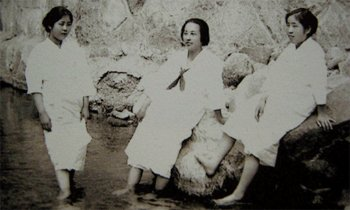
배화여고 시절 주세죽, 고명자와 함께 한강변에서 (1918년)

그의 집에 드나들던 사회주의 운동가들과 독립운동가들에게 많은 영향을 받으며 유년기를 보낸 허정숙은 일찍부터 여성문제에 대한 글을 쓰고 경성여자청년동맹을 결성하면서 여성 해방 운동을 시작했다.
유복한 집안에서 태어나 `신식교육'을 받으며 자유로운 감성으로 성장한 허정숙은 금욕, 순종 따위의 전통적 여성의 미덕들로부터 스스로 거리를 두었다. 그는 유교 사상은 여성과 인간을 억압하는 사상이며, 유교가 말하는 도덕과 예의는 인간의 권리와 본능을 존중하지 않는 비인간적인 사상이라고 비판했다.
1919년 아버지 허헌의 뜻에 의해 일본으로 유학하여 간사이 학원에 입학하였다. 간사이학원의 기숙사는 엄격한 기숙사 생활을 하는 곳이었다. 그는 기숙사의 엄격한 생활에 적응하지 못했다.
기숙사 생활 외에도 그는 끝내 학교생활에 쉽게 적응하지 못하고, 1919년 3월, 3·1 운동 직후 귀국하였다. 경성에서 그는 3·1 운동 이후 계속 이어지던 만세 대열에 참여하였지만 만세 운동은 곧 조선총독부의 탄압으로 실패로 돌아갔고, 검속을 피해 은신하였다. 그는 일본 유학생활 중 습득한 사회주의 사상을 연구, 공부한 뒤 귀국 후에는 사회주의 운동과 페미니즘 운동에 참여한다.

#### 중국 유학과 귀국

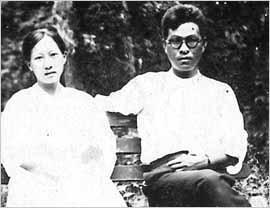
주세죽과 박헌영

그러나 간사이 학원의 엄격한 규율에 적응하지 못하고 1920년 여름 방학 때 간사이 학원을 중퇴하고 귀국하였다. 그러나 아버지 허헌의 뜻에 의해 다시 일본으로 보내져, 고베 신학교로 진학하였으나 역시 적응하지 못하고 귀국한다. 그의 회상에 의하면 '수녀원 같은 생활을 견디지 못해 중도에 뛰쳐나온' 것이었다. 그 뒤 다시 일본으로 건너가 1926년 간사이 학원을 수료하였다.
1920년 가을, 상하이로 유학, 이동휘의 집에 머무르면서 사회주의 사상에 빠져들었고, 그의 집에 있으면서 상하이 기독교청년회에서 연 외국어강습소에 다니며 영어를 배우다가 상하이 외국어 학교에 입학했다. 상하이 외국어 학교에서 영어와 일본어를 배웠다. 상하이 외국어 학교 재학 중 허정숙은 공산주의운동가인 임원근을 만났다. 그는 상하이로 가는 기차 안에서 임원근을 만나게 된다. 그리고 임원근을 통해 박헌영, 김단야, 주세죽, 조봉암, 김조이 등을 만났고 사회주의 서적들을 접하게 된다. 이후 임원근과 자주 만나다가 연인관계가 되었고 허정숙은 아버지 허헌에게도 편지를 주고 받으며 이 사실을 알렸다 한다. 아버지 허헌은 둘의 관계를 흔쾌히 수락하였다. 1921년 진링 대학(金陵大學)에 입학하려 하였으나 늑막염으로 귀국하였다.
일본, 중국, 미국 등지로 유학을 하면서 당시의 진보적인 이론과 비판적인 사회의식을 길렀다. 동시에 잘못된 가족제도를 인식하는 계기가 되기도 했다. 유학을 통해 조국의 현실을 직시하게 된 그는 조선 여성들을 억압하는 가장 큰 원인이 식민지와 계급의 문제임을 깨닫고 이른바 '인습 타파'와 '교육 계몽'에 중점을 두는 기존의 부르주아 여성운동과는 또 다른 사회주의 계열의 여성운동을 주도하게 된다. 한편 유학생 공산주의자들 끼리의 만남도 주선하여 박헌영과 주세죽의 만남을 적극 주선하기도 해 주었다.

#### 공개 단발과 단발의 보급

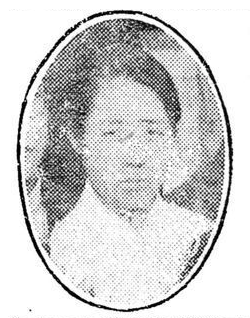
허정숙

1920년 그는 공개적으로 머리를 자르는 단발을 하였다. 신체발부 수지부모, 오두가단 차발불가단을 외치던 성리학자들은 그를 패륜아라며 공격하였다. 그러자 허정숙은 더욱 저항하는 의미에서 자주 머리카락을 자르는 모습을 공개하였다.
자유주의자 여성들이 위생에 좋고 편리하며 합리적이라는 이유로 단발을 했다. 그에 반해 허정숙, 주세죽, 심은숙, 정칠성 같은 사회주의자 여성들은 여성 해방과 반봉건운동 차원에서 단발을 하였다. 성리학자들은 모던걸을 자칭하는 그와 일부 여성들을 가리켜 毛斷 걸, 못된 걸, 못된 년이라는 단어로 희화화하여 불렀다. 허정숙은 대한제국 때의 남자 단발령 조차도 매국으로 간주하던 당시의 성리학자들을 아집이 강한 꽁생원이라며 조롱하였다.
당시 여성 지식인들 중 가장 먼저 단발을 했던 허정숙은 다시 머리를 기르면서 그것(단발)은 모두 필요에 의한 것일 뿐, 특별하게 겉모습에 신경 쓴 것이 아니라고 밝혔다. (머리 감는데) 시간도 절약되고 위생적이므로 개인적인 필요에 의해 단발을 단행했으나 여성운동을 해나가면서 일반 여성들에게 더 친근하게 다가가기 위해서 사회적 필요에 의해 도로 머리를 기르게 되었다는 것이다. 이후 여학생들 사이에 단발이 유행하게 되었다. 그는 머리를 기르기도 했고 단발하기도 하였는데, 단발에 대한 비난이 계속되자 나중에는 공개 단발 퍼포먼스를 감행한다.

#### 여성 단발 운동 주도
1920년 4월 14일 차미리사의 조선여자교육회에 참여하고, 여자교육회 여자교육선전강연대에 참여하여 1921년 6월 10일부터 10월 10일까지 4개월간 전국 13도를 순회하면서 계몽강연회를 개최하였다. 1921년부터 그는 동아일보의 객원논설위원이었고, 동아일보 외에도 조선일보, 매일신보와 각종 잡지에 칼럼을 발표하였다.
1921년부터 각지에서 여성 단발운동이 벌어지자 허정숙은 단발을 감행하였으며 이후 여성 단발 운동을 지지하고, 적극 주도하였다. 1923년 조선일보 기사에는 "이것(단발)을 본 여러 군중들은 물밀듯 모여들어 혼잡을 이루는 동시에, 그 해괴함을 놀내지 안이하는 이가 없섯다더라."며 조선일보 1923년 3월 26일자에 실린 황해도 해주의 야학강습소 여교사 이춘봉(李春鳳)의 단발(斷髮)을 알리는 기사가 보도되었다. 이 교사의 단발에 대한 비판이 거세지자 그는 단발의 편리함, 위생성과 머리 감을 때의 간단함을 이유로 들어 반박하였다. 또한 단발령을 큰 잘못이자 망국의 원인으로 규정한 성리학자들에 대해서도 사회가 부패하고 정치인들의 잘못으로 조선이 망한 것이며 단발령과는 무관하다며 반박하였다.
이후 '세상이 귀찮아 중이나 되겠다고' 단발했든(조선일보 1924년 7월 21일자), 부부싸움 끝에 남편이 강제로 삭발을 시켰든(1923년 12월 13일자), 여성의 단발은 빠짐없이 기사로 소개됐다. 군산 기생 강산월(康山月)이 더 이상 '유산계급 노리개'를 할 수 없다며 단발했을 때는 박스기사로 크게 소개됐다.(조선일보 1925년 3월 20일자) 그러나 단발령을 최대의 불효와 패륜으로 규정한 성리학자들은 그가 사회를 금수처럼 만들려 한다, 뉘집의 딸이냐며 비방하였다. 단발 운동을 지지, 주도하던 그는 1925년 다시 공개 단발을 감행한다.
1922년부터 사회주의 운동에 본격적으로 참가하기 시작하였다. 1922년 1월 24일 조선여자교육회가 정식으로 조선여자교육협회로 승격되자 창립 멤버의 한사람으로 참여하였다. 1923년 소련으로 건너가 모스크바의 모스크바 공산대학(Коммунистический университет трудящихся Востока)에 입학하였다. 1924년 1월초 모스크바공산대학을 중퇴하고 김찬웅 등과 함께 만주를 거쳐 국내에 들어오던 중, 평안북도경찰부 형사 이성근(李聖根), 김덕기(金德基) 등에 의해 체포되었다가 풀려났다.

### 여성주의 운동과 독립 운동

#### 사회주의 운동 참여
귀국 직후 그는 '여자도 한 사람의 인간이다'라고 주장하여 화제가 되었다. 귀국한 뒤 박헌영과 주세죽, 김단야와 고명자, 조봉암과 김조이 부부 등과 함께 사회주의 계열의 독립 운동에 뛰어들었다. 허정자는 이때 박헌영, 김단야와 함께 화요회 3인방으로 불리던 임원근과 결혼하여 부인이 되었다. 그 후 중국에서는 이름 정자 대신 정숙을 사용하였다. 허정숙은 여자들이 봉건 이래로 남자와 사회로부터 부당한 억압과 순종을 강요당하였으며, 일제로부터도 억압당한다고 보았다. 그는 조국의 독립에 앞서 당면 과제로 여자들이 우선 남자들로부터 독립하고, 하나의 독립된 인격체로 설수 있어야 된다고 주장했다. 남자들로부터 독립하려면 의식이 깨어야 하고, 그 다음으로는 경제적으로 독립해야 된다는 것이었다.
1924년 1월, 주세죽과 함께 평양형무소에 출소하는 임원근, 박헌영을 마중나갔다. 1922년 6월부터 임원근은 공산주의 전파를 위해 박헌영과 함께 국내로 잠입하다 검거돼 평양형무소에서 1년 반을 복역하였다. 허정숙과 주세죽은 흰옷을 지어 함께 이들을 마중했고, 허정숙과 임원근은 곧 결혼했다. 그는 아버지 허헌이나 집안의 의향을 묻지 않고 자기 스스로 결혼을 결정했다. 이 일로 집안 어른들의 비판이 있었지만 아버지 허헌과 어머니 정보영이 이를 막아주었다.
1924년부터 허정숙은 기독교의 위선과 편협함, 독단성을 신랄하게 비판하여 이슈가 되었다. 이후 전국 순회강연을 다니며 기독교는 사후세계라는 허망한 것으로, 사람들을 현혹한다는 점과 인간을 사랑하지 않으면서 예수만 믿으면 모든 잘못이 청산된다는 허황된 교리를 내세워 사람들을 현혹한다며 기독교 교리를 비판하는 등의 안티 기독교 활동을 하였다. 한편 그가 기독교에 대한 비판을 하면서 교인이던 아버지 허헌과도 언쟁을 벌이기도 했다. 1924년 말 경성부로 올라와 아들 임표(다른 이름은 임경한)를 출산하였다.
1925년 허정숙은 '신사상 연구회'(후일의 화요회로 개명)에 가입하였고, 1925년 4월에는 경성에서 사회주의 활동가인 박헌영등과 안티 기독교 공개 강연회를 개최하였다가, 기독교인들이 이들의 강연회를 조선총독부 경무국에 신고하여 일본 경찰을 피해 한동안 은신하기도 했다. 1926년 5월미국으로 유학할 때까지 그는 각종 안티 기독교 강연에 참여하였다. 그 뒤 송봉우와 한때 동거하기도 했다.

#### 여성해방론의 토착화 노력
1924년 1월부터 그는 여성 해방 사상을 국내에 소개하는 한편 YMCA청년회와 사회주의 모임, 여성 계몽 강연에 나가 여성해방론을 소개하였다. 그리고 국내의 여성 지식인들의 참여와 자각을 호소하였다. 1924년 5월 주세죽·허정숙·박원희 등 사회주의운동에 참여했던 여성운동가들이 조선여성동우회를 만들었다. 1924년 5월 23일 허정숙은 조선여성동우회 결성에 참여하고 집행위원이 되는 등 본격적인 사회주의 운동을 시작하였다. 그가 작성한 조선여성동우회의 강령 초안에는 '사회진화의 법칙', '신사회 개척', '조선여성해방운동' 등이 있었다. 또한 그는 동아일보 등에도 글과 컬럼을 기고했는데 이때 그는 '수가이'라는 필명을 사용하였고, 한자로는 '秀嘉伊'라 하였다.
김명순, 김일엽, 나혜석, 윤심덕, 박인덕 등 3·1 운동을 전후하여 일본 유학을 하고 돌아와 1920년대 중반까지 문화계에서 활동을 한 여성들이 신여성의 대표로 알려졌다. 또 1920년대 대중들 앞에 등장한 허정숙과 정종명은 의식적으로 사회 해방을 추구하고, 낭만적 사랑보다는 동지애를 중시했다는 점에서 지향점은 그들과는 달랐지만 신여성으로 통칭되었다.
허정숙은 당시에 풍미하던 엥겔스, 베벨, 콜론타이 등의 여성 해방론을 수용, 한국 사회의 특성에 맞게 그 이론 틀을 모색하고 실천 방안을 적극적으로 강구, 적용하고자 노력한 대표적인 사회주의 여성운동가였다. 1922년 귀국 이후 활동 초기부터 그는 수가이라는 필명으로 신문, 잡지 등에많은 글을 발표하였다. 또한 칼럼과 계몽 강연 활동에도 수시로 나갔다.
허정숙은 여성의 해방을 위해서는 사회의 변화가 필요함을 확신하였다. 그리고 한 사람의 개인의 참여가 사회를 바꾸는 중요한 동인이 된다고 주장하였다. 1924년에는 여성동우회의 주요 멤버로, 그리고 1925년 조선공산당이 결성되었을 때에는, 직접 참여는 않았지만 그는 여성해방은 궁극적으로 사회 변혁 속에서만 구현될 수 있다는 이념을 가지고, 사회주의 사상을 적극 지지하였다.

#### 여성운동과 사회 활동

##### 사회단체 활동과 계몽 강연 활동
1924년 1월부터 3월 8일 경성에서 개최할 국제무산부인데이(세계 여성의 날) 행사를 진행하려 하였으나, 3월 8일 조선총독부의 반대와 경무국에서 파견한 일본 경찰들의 방해로 실패했다. 1924년부터 허정숙은 국제부녀절과 각국의 국제부녀절 행사를 조선에 소개하였다.
1924년 2월 11일 신흥청년동맹이 결성되자 남편 임원근과 함께 가입, 사회 운동가로서의 첫 발을 내딛인후 같은 해 4월 12일 조선청년총동맹이 창립되었을 때는 허헌은 그를 통해 사회주의 운동과 자금을 적극 지원하였다. 이어 허정숙은 조선청년총동맹에도 회원으로 가입하여 활동했다.
그는 청년들에게도 배워서 깨닫는 것을 강조하였다. 여성 외에도 젊은이들이 학업에 힘써 나라에 꼭 필요한 인재가 되어야 함을 역설하였다. 그는 당시에는 일본 제국주의의 식민치하에 있지만 언젠가 우리는 독립하거나 자치권을 얻게 될 것이며, 그 때를 대비하여 열심히 학업과 기술 연마를 게을리해서 안됨을 역설했다.
그는 주로 그가 몸담는 신문, 잡지, 언론기관에 여성해방 이론에 관한 글을 발표하는 한편 강연활동 등을 통해 청년과 여성들에게 사회의식을 심어주고 여론을 환기, 단체를 조직하는 데 주력하였다. 그의 주요 강연활동은 3.8 국제무산부인데이를 맞아 3개 여성 단체, 즉 여성동우회, 경성여자청년동맹, 경성여자청년회 연합 주최 강연회를 비롯, 그 밖에도 경성은 물론 지방 청년단체 등 초청 강연에 몸을 아끼지 않았다.
그는 계몽과 강연을 통해 여성 해방을 주장하고, 남녀가 평등하다, 여성도 인간이다, 진화론, 무신론, 유교 비판, 안티 기독교적인 내용의 강연을 주로 하였다. 그는 또, 빈부와 무지를 모두 계급으로 보고 계급적 각성을 할 것을 촉구했다. 그는 지식도 재산이니, 지식이 있고 없는 것, 정보가 있고 없는 것도 역시 계급이라며 깨닭을 것, 끊임없이 탐구하고 스스로 알려고 노력할 것을 주문하였다. 수려한 외모에 깔끔한 옷에 유창한 달변으로 많은 청년들의 인기를 모았다.

##### 여성단체 조직 활동
여성해방을 위해서는 부인의 경제적 독립이 필요하다고 주장하던 그는 1924년 초부터 주세죽, 박원희, 정칠성 등 사회주의 여성운동가들과 연락, 여성 해방 운동 단체 조직에 착수한다. 허정숙은 여자들이 정당한 인격체로 존중받으려면 남자들에게 의존하거나 기생하려는 습관을 버려야 된다고 역설하였다.
1924년 5월 4일 허정숙은 경성부 제동 조선여자강습원에서 박원희, 정종명, 김필애, 정칠성, 주세죽 등과 함께 조선여성동우회 발기총회를 열었다. 1924년 5월 10일 경성부 종로방 간동(諫洞)의 능인강습소에서 허정숙은 김필애, 박원희, 주세죽 등과 함께 여성동우회(女性同友會)를 창립, 창립 발기인으로 참여하여 “우리 조선의 무산여성은 현재의 이중노예의 상태에서 벗어나자”는 강령을 채택하고, 박원희, 주세죽 등과 함께 여성동우회 공동 집행위원의 한사람으로 선출되었다. 여성동우회 창립발대식부터 이후 종로경찰서의 형사들이 와서 그를 감시하였다. 여성동우회는 경찰의 간섭으로 적극적인 활동을 할 수 없었으나, 여러 여성 식자들의 공감을 얻어 전국에 70개 이상의 지부를 조직하고 서울 회의에도 참여케 했다.
그는 여성도 한 사람의 인간이며 가정으로부터, 남자로부터 해방되어야 한다고 주장하였다. 단지 남자들과 동등한 권리, 연애의 자유, 결혼의 자유를 주장하는 견해에 대해서도 적당히 타협할 생각을 한다며 비판하였다. 그는 조선의 여성들에게 여성 스스로 생계에 뛰어들 것을 호소하는 한편, 조선총독부에 여성이 구직 활동과 육아를 병행하게 할 것을 요구했다. 1924년 여름, 동아일보 본사의 사회부 기자 임원근(林元根)과 결혼하였다.
1924년 11월 그는 '수가이'라는 필명으로 동아일보에 '여성해방은 경제적 독립이 근본'이란 글을 발표하였다. 동아일보 1924년 11월 3일자 동아일보에서 그녀는 여성이 억압받는 이유가 지금까지 기생충 같이 남성에게 의존해 먹고사는 문제를 해결했기 때문이라고 당시로서는 파격적인 주장을 하였다.

##### 여성 해방론 발표
허정숙은 여자도 인간이라고 선언하였다. 그는 여성이 해방되려면 우선 가정과 남자로부터 해방되어야 한다고 전제한 뒤, 남자와 가족으로부터 해방되려면 경제력을 갖추어야 된다고 주장하였다.
허정숙은 가정에서는 구가정의 부인이나 신가정의 부인이나 다 똑같이 남성이 우월권을 가지고 전횡하며, 여성과 자녀를 구속, 압박하여 여성의 인격이 유린받는다는 점에서는 (여성에게도 교육의 기회가 주어진 지금이나 과거나) 조금도 다름 없는 고통을 받는다고 지적한다. 그러므로 그녀는 자유연애론자들이 스스로 독립하려 하고 자기 생활을 자기 손으로 영위하려면 자유연애를 주장하기에 앞서, 경제적 독립이 근본이라고 보았다.
| “ | 여자해방은 경제적 독립이 근본 우리는 남의 아내와 남의 며느리가 되어가지고 한갓 그 집안 시부모와 그 남편 한사람만을 지극히 정성으로 받들고 공경하는 것보다도 오히려 사람으로서의 우리의 개성을 살리우고 우리의 인권을 차지하는 것이 무엇보다도 먼저 우리 눈앞에 급박한 큰 문제이다. 만일에 우리가 사람에게 의뢰하여 사는 기생충이 아니고 완전한 사람이며 한 세상의 인간살이가 남을 위함이 아니고 오직 나를 위함이라 하면 우리는 먼저 남과 같이 완전히 자유롭게 살 것을 요구할 것이며 노력할 것이다. 그리하여 요사이 선각자인 신여성들의 맹렬히 부르짖음이 있고 굳세게 싸움이 있다. ...(이하 중략)... | ” |
|   | — 동아일보 1924년 11월 3일자 4면 |   |

이후 그는 남자들로부터의 경제권을 독립해야 한다는 주장을 했는데, 남편에게 의존하지 말고 남자에게 의존하지 말고 여자들도 직업을 갖고 땀흘려 일할 것을 주장하였다. 또한 가정의 경제를 남자가 아니라 여자들도 부담할 수 있어야 된다고 하였다. 그리고 여성의 진정한 독립은 경제적 독립으로부터 시작된다고 하였다. 남자들에게 의존하고 기대는 습성을 버리지 않는다면 여자들은 영원히 남자들로부터 독립할 수 없고 남자의 부속물로 전락할 것이라 하였다.

##### 여성단체 활동과 동아일보 기자 생활

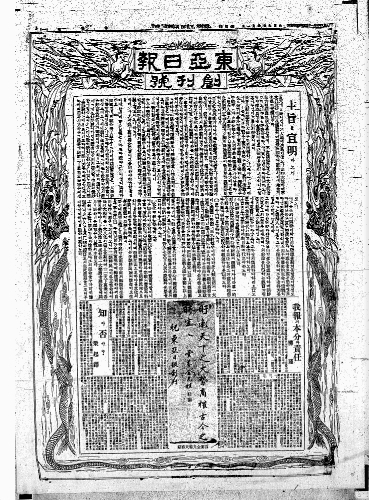
동아일보

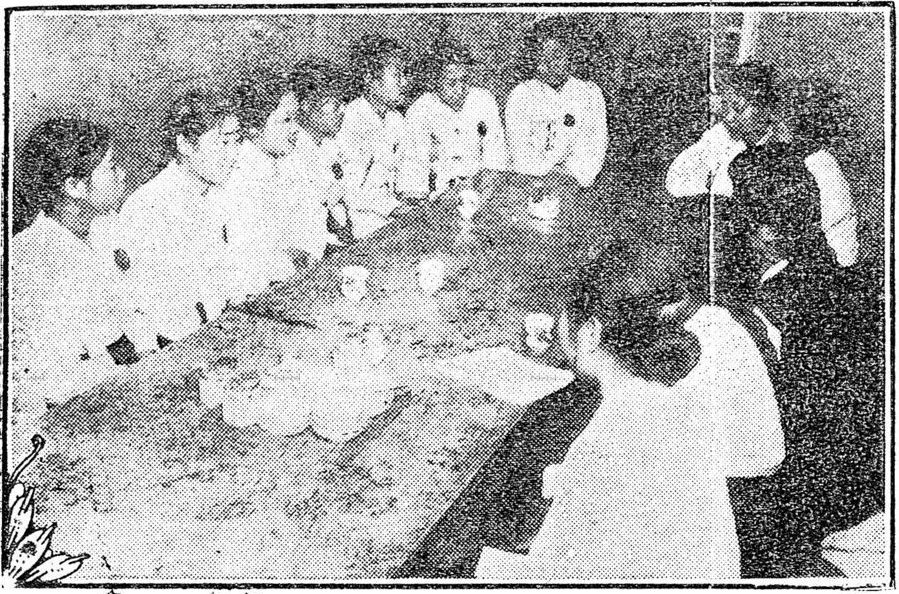
1925년 3월 10일의 국제무산부인대회

1925년 1월 화요파는 경성여자청년동맹을 서울파는 경성여자청년회를 결성했다. 허정숙은 경성여자청년회와 경성여자청년동맹의 창립에도 참여, 가입하여 활동했다. 이후 허정숙은 세 단체의 주요 인사들을 만나 합심, 협력을 것을 호소하며 통합, 연대를 추진한다.
1925년 1월 초 경성여자청년동맹 결성에 참여하고 집행위원에 선출되었다. 그러나 그해 1월 여성동우회가 경성여자청년회계와 신사상연구회계의 계파싸움 끝에 분열되었다. 여성동우회의 분열로 허정숙은 경성여자청년동맹으로 건너갔다. 1월 17일 친경성여자청년회계로 조선여자강습소를 운영하던 김현제(金賢濟)와 대한애국부인회의 이정숙(李貞淑) 일파, 그리고 주옥경(朱鈺卿) 등 천도교 신파의 여성운동단체인 천도교내수단(天道敎內修團) 등의 주도로 여성해방동맹(女性解放同盟)이 결성되자 여성해방동맹에도 창립 발기인이자 회원으로 참여하였다. 허정숙은 분열은 세력의 약화를 꾀한다며 경성여자청년동맹과 여성해방동맹의 통합과 협력을 설득하였다.
1925년 1월 동아일보에 입사하여 학예부 기자, 부녀부 기자, 사회부 기자로 활동하였다. 당시 잡지사에는 많은 여기자가 있었지만 신문사 여기자는 허정숙 외에는 김경숙(金慶淑 또는 金敬淑) 외에는 거의 없어서 주목받기도 했다. 동아일보 입사 초반 그는 인도 국민회의의 의원이며 시인인 사로지니 나이두의 영문시를 한글로 번역 소개하기도 했다. 학예부와 부녀부, 사회부를 동시에 맡았지만 그는 모두 소화해냈고, 남자 기자들과 마찬가지로 산악과 교통편이 불편한 농촌 현장의 취재에도 직접 뛰어다녔다. 이때 그의 남편 임원근 역시 동아일보 기자로 있어서 당시로서는 드물게 부부가 한 신문사에서 근무하였다.
동아일보의 여성담당, 학예담당 기자로 재직 중이던 1925년 1월 21일에는 주세죽, 박정덕 등과 함께 경성여자청년동맹(京城女子靑年同盟)을 조직하여 경성여청에서도 활동하였다. 또한 주말에는 각 친목회의 주말 조기축구나 야구회에도 나가 남자 회원들과 함께 운동하면서 인맥을 쌓기도 했다.
1925년 3월 8일 전 세계 무산자 부녀들의 기념일인 국제무산부인데이(國際無産婦人紀念日) 기념행사에 참석하였다. 3개 여성단체인 조선여성동우회, 경성여자청년동맹, 경성여자청년회 등의 연합주최로 천도교 기념관 내에서 열린 기념대강연회에서 그는 김조이, 박희자, 주세죽, 박원희, 김희자 등과 함께 연사로 참석, '국제부인데이의 의의와 여성운동'이란 주제로 강연하였다.

##### 세계 여성의 날 행사 개최
3월 9일에는 '수가이'라는 필명으로 동아일보에 '국제부인(國際婦人)데이에–3월 8일은 무산부녀들의 단결적 위력을 나타내인 날로써 세계 각국의 무산부녀들이 국제적으로 기념하는 날이다'라는 칼럼을 기고하였다.
| “ | 3월 8일은 무산부녀들의 단결적 위력을 나타내인 날로써 세계 각국의 무산부녀들이 국제적으로 기념하는 날이다. 오래인 성상(星霜)동안에 여러가지로 미명(美名)의 마수제(魔睡劑)를 가지고 횡포와 우월권을 마음껏 행사하는 부르조아 계급에게 굴종을 인종(忍從)하며 살아오던 부녀의 무리가 전제정치와 자본계급에 반항하여 맹연히 분기한 날이다. 이리하야 부녀들은 규율있는 조직하에서 자아의 진용을 정제하고 여성의 단결적 위력을 나타내며 일반 부녀들에게 계급적 각성과 해방적 의식을 갖게 하야써 인간으로서의 부인의 지위와 인권을 찾게 하는 날이다. | ” |
|   | — 동아일보 1925년 3월 9일자 |   |

허정숙은 러시아와 독일이 세계 여성의 날을 꾸준히 챙겨오고 있음을 소개하고, 반면에 “우리 조선에서는 한 번도 이 강연 날을 기념치 못하였다. 작년 3월 8일에 기념강연이 있었으나 그 역시 중지되어버리고 우금(于今)까지 아는 중 모르는 중 또 1년을 맞게 되었다”며 애석해하였다. 1924년 3월 8일 사회주의 예술단체인 염군사(焰群社)에서 이날을 기념하는 행사를 준비했으나 경찰의 방해로 중지되었다. (‘국제 부인 데이 기념강연 경찰 금지로 중지’, 『동아일보』, 1924. 3. 8) 그럼에도 여성운동가들은 매년 국제 부인 데이 기념식을 준비했고, 자주 금지조치를 당했다.
| “ | 이 3월 8일-즉 국제 부인 데이는 언제든지 부인운동의 출발점이다. 이날은 부인운동의 비결을 우리에게 암시한다. (중략) 18세기의 부인운동은 유산계급 부인에 국한한 부인운동으로서 유산계급에게만 유리하였을 뿐이요 무산부인에게는 몰교섭이었다. 일반적으로 대다수를 점령한 무산부인과 아무 관계없는 부인운동은 결코 완전무결한 부인운동이라고 할 수 없다. 금후 조선의 부인운동은 대중을 본위로 한 부인운동이라야만 한다. | ” |
|   | — 수가이, ‘국제 부인 데이에’, 『동아일보』, 1925. 3. 9 |   |

또한 허정숙은 세계 여성의 날 행사는 대중화된 운동, 대중을 본위로 하는 운동이어야 한다며 행사 진행에 대한 비전을 제시하기도 했다.
1925년 5월 박헌영 등과 함께 '철필구락부'의 임금 인상 투쟁에 가담하면서 1925년 5월 박헌영과 함께 기자직을 그만두었다. 그 뒤에도 1932년까지 그는 동아일보와 조선일보의 논설위원으로 칼럼을 송고하였다. 20년대 중반 그는 여성동우회·근우회·화요회·여자청년동맹 등의 지도자의 한 사람으로서 사회주의여성운동과 반일운동에 참여하였다.
1925년 8월에는 주세죽, 김조이 등과 함께 경성부 시내에서 가위를 들고 공개 단발을 하여 화제가 되었다. 기자들이 몰려와 이들의 공개 단발은 신문과 잡지에 보도되었다. 신체발부는 수지부모라는 사상을 고수하던 유학자들은 이들의 행동을 사회를 어지럽히는 행각이라며 질타하였다.

##### 기독교 비판 운동
1923년 3월 전조선청년당대회와 1924년 1월 경성신흥청년동맹회에서 개최한 안티 기독교 운동에 참여하였다.
1924년 그는 기독교가 사회를 진작하지 않고, 오히려 유교만큼이나 수구적이며 인간을 노예화한다고 비판하였다. 그는 페미니즘 운동과 함께 기독교를 비판, 규탄하는 강연 활동을 다니기도 했다. 1924년, 1925년 그는 필명 '정숙'이라는 필명으로 삼천리, 신여성 지 등에 기독교 비판 칼럼을 발표하였다.
| “ | 조선의 여자 교육의 시설과 그 방침이 저질이요 수구적인 것은 두말할 필요가 없거니와, 더욱 기독교측 설립의 학교교육의 시설과 그 방침이야말로 무던히도 한우님의 명령대로 복종한다면 (생략) 조선여학교 중 그 시설과 방침이 무리에서 떨어지고, 시대에 뒤쳐진 것은 두말할 필요가 없거니와 피교육자에게 강제로 예수를 주입하여 사람(여성)이 사람의 노예가 되는 것도 통분한데다가, 정체를 알 수 없고 과학이 버리는 신의 노예를 만들 양으로 하는 것이라던지, 그 학교학생으로서 성실한 신자가 아니면 선생의 귀애(貴愛)와 친절한 지도 보담은 일종의 이단자로 취급하는 행동과 심사는 가증하기가 끝이 없다. 대체 제군들의 조선여자교육의 본의가 거대한 신도 명부 작성에 있느냐, 현실살이 사람 교육에 있느냐 | ” |
|   | — 정숙, "착오된 교육방침" 《신여성 1925년 11월호》 29쪽 |   |

칼럼들에서 그는 기독교가 독선적이고, 폐쇄적이고 배타적이며 이기적이라고 지적하였다. 그리고 기독교가 유교만큼이나 조선 사람들을 세뇌, 노예화시킨다고 비판하였다. 이어 무신론, 진화론, 적자생존설에 대한 것을 소개하기도 했다.
1925년 10월 25일 기독교계가 준비한 제2회 전조선주일학교대회에 대한 조직적인 저항의 방편으로 한양청년동맹 등의 주최로 '반기독교대강연회'가 개최되었다. 강연에는 박헌영(朴憲永)의 '과학과 종교', 김장현의 '지배계급과 기독교', 김단야는 '기독교의 기원', 홍순준(洪淳俊)은 '기독교는 미신이다', 김평주(金平主)는 '대중아 속지 말아라', 박래원(朴來源) '양면양심의 기독교', 허정숙의 '현하 조선과 기독교의 해독(害毒)' 등의 주제로 강연이 열렸다. 그는 연단에서 기독교가 우리 민족에게 끼친 해악과 독이라며 기독교가 노예화를 촉진시켰다며 비판하였다. 허정숙은 기독교가 지나치게 인간에게 죄의식을 심어준다는 점과, 수동성과 타율성을 강요한다고 지적했다. 그런데 강연이 있기 전 기독교 계열의 밀고로 출동한 일제 경찰당국에 의해 해산되고 그도 경찰의 시선을 피해 피신하였다.

#### 가정에 대한 비판
그는 가정이 과연 여성과 인간의 행복을 가져오는가에 대해 회의를 품었다. 1925년 11월 허정숙은 신여성지에 '가정은 지옥'이라고 주장하여 논란이 되었다. 그는 "여성이라는 것은 오래 예전부터 구속과 압박 밑에서 자유 없이, 오직 노예의 생활을 하고 지나왔습니다. 가정이라는 지옥 속에서 남편의 노예, 부모의 노예, 자식의 노예, 예의도덕의 노예, 가사노동의 노예, 경제의 노예로써 이중 삼중의 노예로 있던 것은 (지금까지의) 사실이 웅변으로 증명"한다고 하였다."
허정숙은 서로, 상호간에 지키지 않는 예의와 도덕은 참된 예의, 도덕이 아니라고 하였다. 그가 예의와 도덕이 인간을 억압하는 굴레이며, 여자들을 괴롭히는 압제이며, 여자를 노예로 만드는 하나의 원인이라고 주장하자 성리학계에서는 이를 두고 인륜을 어지럽히는 망발이라며 발끈하고 나섰다. 가정은 지옥, 가족은 지옥이라고 규정한 것에 대해 기독교계와 남자 지식인들, 여자 지식인 일부에서도 그를 두고 이상한 사고방식을 가진 사람이라고 인신 비방을 가하였다.
그는 가정이 안락한 휴식처, 쉼터가 아니라 여자를 옭아매는 하나의 족쇄라고 주장하였다. 그는 가족이 지옥인 이유로 설날과 한식, 추석 등의 명절에 여자는 각종 음식과 잡일을 하는데 동원되어 쉬지도 못한다는 점과 성격이 이상한 가족, 친척들의 수발과 비위를 맞춰야 되는 이중, 삼중의 고통도 감내해야 된다고 들었다. 또한 가정이 여자를 '예의도덕의 노예, 가사노동의 노예, 경제의 노예'로 만들어 비참한 상태로 몰고간다고 했다.
그리고 지옥과 같은 가정에서 자기 인생의 가치를 찾지 못하고, 자식에게 과도하게 집착하여 자식들의 인생까지 망치는 악순환이 반복된다고 지적하였다. 허정숙은 내 인생의 주인공은 나다, 자기 삶의 주체는 자기 자신임을 잊지 말아야 한다고 역설하였다. 가정, 도덕, 유교와 성리학, 기독교에 대한 비판과 부정은 그에게 많은 적을 만들고, 비판과 험담의 소재가 되었지만 그는 자신의 신념을 후회하지 않았다.

#### 신여성지 기자 생활
1925년 10월 신여성지에 입사하여 《신여성》지 편집부 기자가 되었다. 여기서 김일엽 등을 만나 교분을 쌓게 된다. 그러나 자유로운 연애, 자유로운 남녀 관계를 주장하던 김일엽과 달리 허정숙은 남자들로부터의 완전한 독립을 주장하였으므로 어느정도 거리를 두게 된다. 개벽사 《신여성》지로 옮긴 지 얼마 되지 않아 그는 《신여성》의 편집 책임자가 되었다. 《신여성》지 편집 책임자로 옮긴 그는 논설, 편집, 인쇄교정에 이르기까지 능력을 한껏 발휘하였다. 그는 홀로 편집과 인쇄 교정 외에도 신문용지로 보급되는 종이의 재질을 검사하여 종이의 질이 좋고, 나쁘고를 판별해냈다.
《신여성》지의 기자, 편집, 인쇄교정, 종이재질 검수를 하면서도 동아일보 객원칼럼니스트 활동과 여성동우회 활동에도 게을리하지 않았다. 1925년 조선공산당이 결성되었을 때에 그는 직접 참여는 않았다. 그러나 그는 여성해방은 궁극적으로 사회 변혁 속에서만 구현될 수 있다는 이념을 가지고, 사회주의 사상을 적극 지지하였다.
그밖에도 그는 신여성을 비롯, 여러 잡지에 여성의식 계몽과 여성운동에 대한 수다한 글을 발표하고 있으며, 여성 해방론에 입각한 정연한 이론전개 위에 한국여성의 현실에 맞는 여성운동을 단계적으로 실시해야 함을 적극 주장하였다. 또한 유교의 도덕, 윤리, 예의는 허울뿐인 명분이며 여성을 억압하는 동시에 인간에게 자비심과 인간성을 박탈하는 족쇄가 된다고 주장하였다.
특히 《신여성》지에 〈단발호〉를 내어 여성 단발을 주창, 자신은 물론 주세죽 등 여성동우회원들의 단발을 대대적으로 보도하였다. 또한 그는 월급의 대부분을 동지들을 위한 단체 활동비로 썼으며, 그래도 모자라면 부친에게서, 또는 집안의 골동품을 팔아 사용하였다고 한다. 그해 11월에 발생한 조선공산당 사건으로 조선공산당원 전원이 체포되었다. 허정숙 역시 종로 관철동에서 종로경찰서 형사들에게 검거·투옥되면서 일시 휴직 제의를 사양하고 입사 2개월만에 신여성지 기자직을 그만두게 된다.

#### 사회 개혁활동과 조선공산당 활동

##### 제2차 단발 운동
1925년 8월 허정숙은 주세죽, 김조이와 함께 경성부에서 공개적으로 가위를 들고 단발을 감행했다. 이는 화제가 되어 기자들이 취재를 하기도 했다. 그 날의 조선일보 기사에 의하면 '1925년 당대의 여성 명사이자 '주의자(主義者)'인 주세죽(朱世竹) 허정숙(許貞淑) 김조이(金祚伊) 3명이 한꺼번에 단발을 감행하는 '사건'을 저질렀다. '종래 제도의 구속을 타파하고, 부자연한 인습을 개혁'한다는 이유에서다.(조선일보 1925년 8월 22일자)'고 보도하였다. 8월 23일자 조선일보 시평(時評)란은 "외국에 잇서서는 이미 진부한 사(事)"이나, "우리 조선에 잇서서 단행한 그 용기는 다대타"고 논평했다. 그리고 단발 운동의 홍보와 단발의 위생성, 편리함 등을 홍보하고 다녔다.
당시 조선사회는 '(사회)주의자'나 '기생'의 단발에 호의적이지 않았다. "…이 댐에 출가한 후에 남편이 술먹고 주정하면서 머리채 끄들며 때릴가 하야 예방주사로 깍어버렸소. …끌채를 안 잽히려거든 빤빤히 삭발하시야…"처럼 빈정거리거나(조선일보 1925년 11월 7일자), '단발하면 후년(後年) 대머리(禿頭)가 된다'는 외신기사가 소개됐다.(조선일보 1927년 5월 3일자) 허정숙은 이러한 단발 반대 기사를 근거없는 편견이라며 서양 여성들의 단발한 사진을 공개하기도 했다.
한편 이를 옹호하는 시각도 존재하였다. 1925년 11월 7일의 시대일보 기사에는 '요사이 경성 시내에는 단발 여자를 종종 보게 되는데 구식의 썩은 인습에 중독된 머리를 가진 자들이 꽁무니 빠진 새 모양 같거니, 여승이 되려고 하였거니 하고 별별 망칙한 말로 은연히 혹은 공공연히 조롱하고 비웃지만 단발 여자는 날로 늘어감에야 시대의 변천을 누구의 힘으로 막을 줄 알랴?'는 내용의 기사가 나가기도 했다.
그해 11월 7일 허정숙은 주세죽, 김조이의 공개단발에 영향을 받은 경성여자청년동맹의 조원숙, 심은숙, 김영희 등이다시 경성부 종로 시내에서 공개 단발을 감행하였다. 1925년 11월 7일자 시대일보는 '여성단발'이라는 제목의 기사를 통해 '두어 달 전에 허정숙, 주세죽,김조이 삼 씨가 단발한 후로 지난 7일에 또 시내 낙원동 경성여자청년동맹에서 조원숙, 심은숙, 김영희 삼씨가 수십년 길러오던 머리를 한 가위날로 잘라버렸다고 하는데 그들의 감상을 들어본 즉 "우리는 아무런 감상도 없소이다. 다만 일을 하는데 편리롭고 위생상에도 퍽 적합하므로 구태여 긴 머리를 틀어서 엮을 필요가 없기 때문에 잘랐습니다." 하는 단순한 답변으로 인습에 얽매인 자들의 조롱과 미소를 도리어 조롱하는 듯 하였다'고 한다.
허정숙은 단발 여성의 대명사로 인식되었다. 1927년 별건곤 9호에 실린 단발여자의 계보(斷髮女譜)에 따르면, 1921년 기생 강향란이 단발한 이래 단발 여성은 손꼽을 정도였다. 허정숙은 단발 운동을 확산시키려 노력했고, 여러 서양 여성들의 단발머리 사진을 입수, 인쇄해서 각지에 배포하기도 했다.

##### 제1차 조선공산당 사건

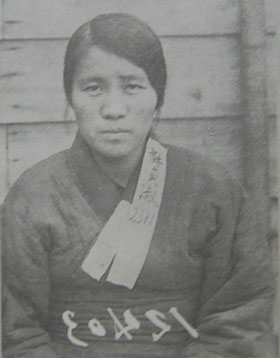
1925년 11월 조선공산당 사건으로 서대문형무소 투옥 중

1925년 11월 30일 조선공산당 관련자들을 체포할 때 관련 혐의로 체포되었다. 11월 30일 종로경찰서 고등계 사상범 전담반은 그를 공산당 결성 혐의자로 지목, 종로 관철동 변호사 허헌 사무실을 압수수색하고, 관철동 자택에서 허정숙과 남편 임원근을 함께 체포하였다. 바로 12월 1일 종로경찰서에 수감되고 가택 수색을 당한 후, 경성부 시내에서 체포한 공산주의자 4, 5명을 추가로 체포하였다. 허정숙과 임원근이 검거된 이후 '제1차 조선공산당 탄압사건'이 터져 100여 명 이상의 조선공산당 당원들이 추가로 검거되면서 이 사건은 사상 최대 규모의 사건으로 커져 갔습니다. 연행된 후 검찰에 송치되었다가, 허정숙은 무혐의 처분을 받고 풀려났지만 남편 임원근은 구속수감되었다.
동아일보에 재직 당시 허정숙과 임원근을 ‘원앙 기자’라 부르며 부러워하였지만 제1차 조선공산당 사건으로 임원근이 옥살이를 하자 허정숙은 남편 임원근의 면회를 다니면서도 여러 남자들과 어울리던 중 북풍회의 송봉우와 연애하여 동거하였다. 그는 당시 흔치 않은 자유 연애와, 같은 사회주의자에 대한 동지애에 뿌리를 둔 '붉은 연애'로 화제가 되었다.
송봉우와 사랑에 빠져 동거한 사건 이후로 그녀에게 붙여진 꼬리표는 콜론타이식 붉은 사랑의 구현이라는 표현이었다.

##### 조선공산당 재조직 활동
1925년 당시 조선공산당을 주도했던 화요회는 북풍회를 흡수하려다가 실패하게 된다. 그런데 허정숙은 화요회 계열이었고, 동거하던 송봉우는 북풍회 계열이었다. 1926년 초 그는 오해를 사게 되었는데, 조선공산당에서는 북풍회원인 송봉우가 당의 정보를 얻기 위해 허정숙에게 의도적으로 접근했다고 규정하고, 허정숙이 송봉우에게 화요회 계열의 정보와 동태를 넘겨서 흡수, 통합에 방해를 했다고 그를 비난했다. 허정숙은 억울함을 호소했지만 들어주지 않았다. 일본으로 건너가 다시 간사이 학원에 복학했지만 수료하고 되돌아왔다. 허정숙이 1926년 봄 경성에서 둘째 아들 송길한(다른 이름은 송영)을 출산하자, 시중의 화제가 된 반면 조선공산당에서 그에 대한 비난은 계속 거세어졌다.
또한 평소 허정숙의 공개 단발 운동을 상당히 부정적으로 보던 유교 사상가들 역시 허정숙이 송봉우의 아들을 낳은 것을 계기로 그에 대한 인신공격을 가하였다. 시중에서는 허정숙이 어우동이나 황진이의 환생 또는 어우동과 황진이의 자손이라는 풍자와 비아냥이 돌아다녔다.
이 무렵 조선공산당을 주도했던 화요계는 북풍회를 당으로 포섭하려다가 실패하게 된다. 이때 허정숙은 화요계, 송봉우는 북풍회에서 활동하고 있었는데 조선공산당에서는 북풍회원인 송봉우가 당의 정보를 얻기 위해 허정숙에게 의도적으로 접근하였다고 규정하고, 허정숙과 송봉우를 조선공산당을 내분으로 빠지게 한 위해인물로 규정하였다. 1926년 12월의 제2차 조선공산당 전당대회에서 허정숙과 송봉우의 연애는 민감한 사안이 되었다. 조선공산당에서는 허정숙과 송봉우를 당을 내분으로 빠지게 한 반역행위의 장본인으로 지목했고, 제2차 조선공산당의 당수였던 화요회계의 인사 강달영은 코민테른에 이들의 사사로운 관계까지도 모두 소련의 코민테른에 보고하였다고 한다. 더군다나 조선공산당에서는 허정숙의 남편인 임원근이 제1차 조선공산당 사건으로 구속되어 감옥에 수감 중이었는데, 수감중인 남편을 외면하고 다른 남자들과 사귀었고, 송봉우와 동거한다고 공개 비난을 가하였다.

#### 자유 연애 활동
허정숙은 남편 임원근이 감옥에 있는 동안 동지 송봉우와 사랑에 빠져 동거한 뒤 주위로부터 “정조관념이 희박하다”는 비난을 받았다. 그러나 허정숙은 이에 개의치 않고 다른 남자들과도 만나며 자유롭게 연애하고, 동거하였다. 허정숙은 정조를 문제삼는 견해에 대해 정조는 무엇이며 누가 만들었느냐. 남자들은 여러 여자를 첩으로 두고, 술집 여자와도 놀아나면서 왜 여자에게만 정조를 강요하느냐며 반박하였다. 허정숙은 강연과 칼럼을 통해 정조는 의미가 없다는 정조 무용론을 주장했다. 그는 자신이 오래전부터 주장하던 자유 연애론, 연애 유희론을 직접 실천하였다. 그는 자유로운 연애와 동거, 결혼에 얽매이지 않는 것 역시 남성과 가정, 가족으로부터의 해방이라 역설하였다.
당시 아버지 허헌은 사위인 임원근을 비롯한 제1차 조선공산당 사건으로 수감된 이들의 변론을 맡고 있었는데, 허정숙이 송봉우와 동거하고 그의 아들을 출산한 일로 상당한 충격과 심적 스트레스를 받았던 것으로 보인다. 이를 두고 "그의 집에는 온후하든 아버지 허헌을 비롯하여 싸늘하고 떼리케잇트한 공기가 떠도는 것을 엇절길이 업섯다."다는 기록이 남아 있다. 한편 옥중에서 허정숙이 다른 남자들과 사귀었고, 송봉우와 동거한다는 사실을 접한 임원근은 시를 한수 남겼는데, 역시 허정숙의 연애 활동과 함께 화제가 되었다.
| “ | 만날 때 감정으론 한 평생 이별이란 모를 너니 호사한 건 사람 마음 엇지엇지 하노라다 그대와의 굳은 맹서 모도 다 잃게 됐네. 만날 때 감정으론 한 평생 이별이란 모를것 같더니 사랑으로 만낫던 임의 사랑 식어 사라지니 낡은 도덕과 거짓 형식 두 사람을 매여둘 힘 없어라 감각 없는 손길같이 스르르 무너졌네. | ” |
|   | — 임원근이 옥중에서 지은 시 |   |

한편 조선공산당의 비난은 계속되었다. 허정숙은 억울함을 호소하였으나 북풍회를 심하게 경계하던 화요회계 인사들은 이를 믿어주지 않았다. 허정숙은 송봉우에게 당의 정보를 빼냈다는 소문은 코민테른에도 보고되었는데 이슈는 정보 유출에서 허정숙과 송봉우의 동거로 확산된다. 1926년 12월 제2차 조선공산당 전당 대회에서 허정숙과 송봉우의 동거 사실이 매우 민감한 사안이 되어 주제로 오르기도 했다. 공산주의자나 사회주의자들 조차도 편견을 가졌다.
자신에게 쏟아지는 시중의 비난에 대해 그는 여성에게도 성욕이 있다고 주장하였다. 허정숙은 “성적 해방과 경제적 해방이 극히 적은 조선여성에게 사회가 일방적으로 수절을 요구하는 것은 여성의 본능을 무시하는 허위”라며 반박했다. 그는 사랑과 성욕은 지극히 당연한 것이며 이를 터부시하거나 비판하는 것은 위선자들이 부르짖는 무지의 소치라고 하였다.

#### 시중의 편견과 저항
그의 다채로운 연애 경력은 또한 일엽 김원주, 정월 나혜석, 탄실 김명순 등의 신여성의 경력과 비견된다. 그러나 허정숙의 연애 경력에 대한 세인과 언론의 태도는 김일엽, 김명순 등 자유주의적 연애실천론자들에 대한 언론의 태도와는 사뭇 달랐다. 김일엽, 김명순의 연애 경력은 김명순을 모델로 한 김동인의 소설 김연실전에서 그들의 연애행각이 비꼼의 형태로, 김기진에 의한 공개장 형태로 비난되었는데, 특히 김기진은 김명순에 대해 성욕생활이 무절제하다고 하면서, 그런 사람 치고 훌륭한 사람이 없다고 공개적으로 비난을 가했다.
이에 반해 허정숙은 언론의 주목을 거의 받지 않았을 뿐더러, 간혹 잡지책의 주요 인물 소식란에 진보적 혹은 희박한 정조관을 가진 여사, 콜론타이 여사 식의 소위 진보적 정조관을 친히 실천해 나가는 양반 정도의 기사가 실릴 정도였다. 1930년대에 이르러 허정숙의 자유 연애는 신문과 잡지의 이슈가 되었다.
당대 남성 지식인들은 그녀의 민족적·사회적 활동보다 그녀의 스캔들에 더 관심이 많았다. 그녀는 1921년 사회주의 운동가 임원근과 결혼했다가 1925년 남편이 검거된 뒤 송봉우와 동거를 시작하고, 1929년 송봉우가 전향하자 다시 그와 헤어지고 중국 항일운동단체에 있던 최창익과 결혼했는데, 이러한 과정들이 남성 지식인들의 조롱거리가 되었던 것이다. 임원근이 투옥당했을 때 몇명의 남자들과 어울려 자유로운 성관계를 갖기도 했고, 송봉우와 헤어진 뒤에는 신일룡과도 동거하였다. 이전의 나혜석, 김명순 등에 대한 비판이 쏟아질 때보다는 비판이 다소 누그러졌지만 시중의 편견과 비방은 계속되었다. 허정숙은 자신에 대한 비방이 쏟아지는 것의 원인을 유교 봉건 잔재 때문으로 해석하였다.
또한 그는 성적 만족을 위해서라면 정신적인 사랑 없이 육체적 결합이 가능하다는 '연애 유희론'을 주장하였다. 그는 사랑과 연애, 성교는 각각 다른 별개의 문제라며 사랑이 없이도 성적인 만족과 쾌락을 위해 성관계를 할 수도 있다고 밝혔다. 사랑 없이는 성관계가 있을 수 없다는 연애지상주의자와 낭만주의 지식인들의 비판에 대해 사랑 없이도 성관계를 갖고, 사는 사람들의 존재를 어떻게 설명할 것이냐며 반박하였다.

#### 콜론타이 사상 소개

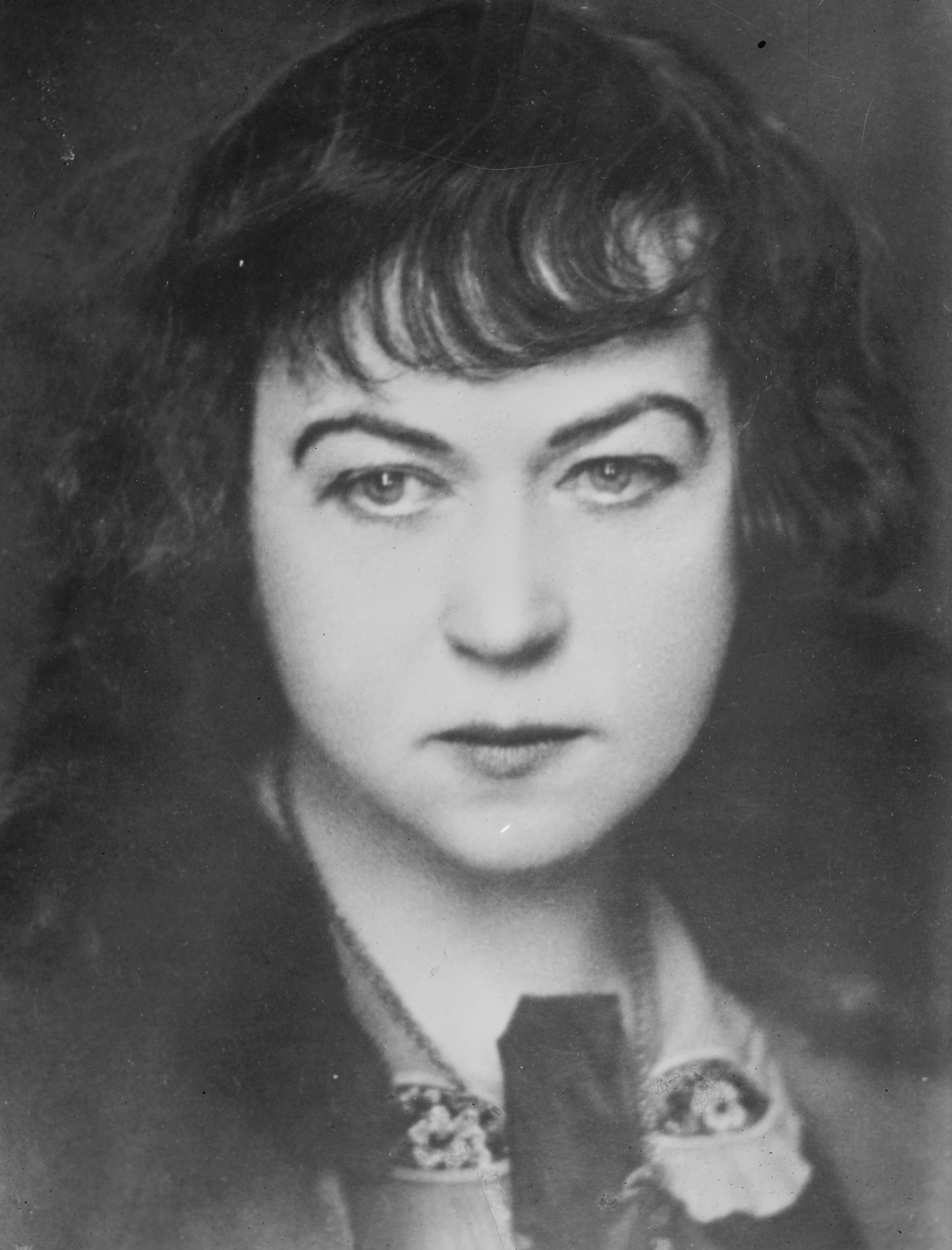
소련의 여성 사회주의자 알렉산드라 콜론타이

그는 소비에트 연방의 유명한 페미니스트이자 여성 사회주의자였던 알렉산드라 콜론타이의 여성 해방 사상을 국내에 소개하기도 했다. 미국, 일본, 프랑스 등으로부터 받아들인 자유주의 페미니즘과는 또다른 형태의 사회주의와 결합한 형태의 페미니즘 사상이었다.
허정숙은 "연애는 사사다"라는 콜론타이의 구호를 실제의 삶에서 구현한 지식인 여성이었다. 동아일보의 여기자이자 여성동우회와 근우회, 청총간부로 맹렬히 활동했던 허정숙은 남편 임원근이 옥에 갇혔을 때 냉정하게 이혼장을 가지고 찾아갔으며, 나이 30세 이전에 애인을 세 번 가졌고, 애인과 사귈 때마다 아이를 낳았다는 개인사를 빌미로 대중매체의 가십꺼리가 되었다. 그러나 이에 굴하지 않고 오히려 콜론타이의 사랑론을 설파하였으며, 그 외에도 여러 남성과 자유롭게 사귀었다.
콜론타이만큼의 확고한 계급적, 젠더적 자각 속에서 자신의 사생활을 영위하였다고 하더라도, 조선에서 급진적인 콜론타이 연애론의 실행은 격렬한 반발과 충돌을 피할 수 없었다. 그는 알렉산드라 콜론타이의 동지애적 사랑에 공감했다. 마음이 맞을 때 사귀고 그렇지 않으면 헤어지되 동지적인 유대관계는 유지하자는 것에 깊이 공감하였다. 콜론타이의 삼대의 사랑에서 재현된 여성의 자유분방한 성의식과 가족의 부적은 유교적 습속이 강고하게 유지되던 20세기 초 조선에서는 뿌리내릴 수 없는 공상적 가설에 가까웠다. 그러나 그는 자유 연애를 감행하였고, 오히려 유교가 종교적, 도덕적인 핑계로 여성의 성과 자유를 억압 통제한다며 오히려 유교 사상과 가부장제의 비인간성을 지적, 질타하였다.

#### 출국
1926년 근우회 상무위원회 상무위원에 피선되었고, 근우회 서무부장, 출판부장을 역임했다. 동아일보와 신여성에서 근무하던 기자 시절 그는 자신의 월급이나 원고료를 고스란히 경성여자청년동맹, 신간회와 근우회의 활동비로 전액 기부하기도 했다.
그러나 그의 자유 연애와 단발 문제는 여러가지로 인신공격과 각종 시달림의 대상이 되었다. 미국에 다녀올 예정이던 아버지 허헌은 허정숙을 데려갈까를 고민한다. 이어 딸 허정숙을 데리고 하와이와 미국을 거쳐 유럽으로 세계일주를 할 결심을 한다.
1926년 5월 아버지 허헌은 미국으로 가는데, 딸 허정숙을 데리고 떠난다. 미국 유학을 생각하던 아버지 허헌은 유럽까지 돌아보고 세계일주를 하거나 미국에 체류하면서 학업을 더 하거나 두가지 복안을 마련해놓고 있었다. 아버지 허헌은 허정숙에게 가해지는 비판도 막을 겸, 자신의 학업도 계속할 겸 떠나면서 그에게 함께 미국 여행을 가자고 권고했다. 허정숙은 어머니에게 아들을 맡기고 허헌을 따라 구미로 외유한다. 그러나 미국 체류 중에도 허정숙은 국내의 사회주의인사 및 여성운동가들과 연락하며 활동 소식을 접하였다.

### 해외 활동과 독립운동

#### 출국과 세계 일주 여행
1926년 가을 그가 아버지와 함께 세계일주 여행을 할 때에는 유창한 영어로 통역 역할을 하기도 했다. 미국에 간 그는 아버지 허헌을 따라 하와이의 이승만, 안창호, 조병옥, 하와이 교민단장 최창덕, 하와이 중앙교회 목사 민찬호, 허정 등을 만났다.
또한 체류 기간은 짧았지만 아버지를 따라 미국 정·재계의 주요 인사를 만났다. 그러나 그는 미국 사회를 물질로 운영되는 사회이며 인간이 존재하지 않는 사회로 규정하였다. 또한 미국 여성의 권리가 조선 여성보다 개선되어 있음은 인정하면서도 상류층 여성이 하층민 남성을 무시하고 착취하는 형태를 지적, 진정한 남녀 평등이 아니라고 규정하였다.
짧은 체류 기간 중 아버지를 따라 미국 정·재계의 주요 인사를 만난 그녀는 미국에 대해 거리를 두고 날카롭게 비판했다. 미국은 “돈의 힘이 아니면 유지할 수 없는 것이 이 나라”로 파악한 허정숙은 재미 한인 동포들을 가리켜“자본가들에게 사역을 당하는 무리”로, 미국의 여성을 “돈이라면 얼른 삼키는 인형”이라고 평가하기도 했다. 일부 재미 교포들의 호화로운 생활은 허정숙으로 하여금 자본주의에 대한 반감을 품게 하였다.
허정숙이 출국하자 언론에는 서대문 형무소에 수감 중이며 허정숙의 남편이었던 임원근을 인터뷰한다. 옥중에서 허정숙이 다른 남자들을 만났고, 송봉우와 동거한다는 사실을 접하고 있었다. 그때 잡지 삼천리지는 옥중기라는 제목으로 임원근의 감옥생활을 회고하는 글을 게재하였다. 여기에서 임원근은 "사랑의 결정체인 귀엽은 아들 '표'(경한)를 안아 주고 싶지만 모든 것은 환상이었다."고 밝히기도 했다.

#### 근우회 조직 준비와 귀국
그는 유학 도중 미국 컬럼비아 대학에서 문학과 철학, 사상 연구에 전념할 작정이었으나 일년 반만에 귀국하게 된다. 미국으로 건너갔던 허정숙은 동료들과의 편지, 전보를 통해 미국 체류 중 근우회의 활동에 참여하였고, 1927년 11월 귀국하였다.
| “ | 우연한 일기회로 위대한 포부나 아름다운 동경을 가짐도 없이 기계적도 아니오 의식적도 아인(아닌) 먼 길을 떠난 거시였슴다(것이었습니다). 더욱이 내가 본국을 떠나던 때는 본국의 사회는 내외의 큰 타격으로 동요 상태에 잇섯고(있었고) 일본에 잇는(있는) 우리 사회에는 상애회의 무리한 습격으로 대혼란 상태에 잇는 때이엿슴니다(때였습니다). 이러한 환경에서 떠나가는 나의게는(나에게는) 양행의 깃븜(기쁨)이나 외국 유람의 즐거움이라는 거슨(것은) 업섯슴니다(없었습니다). 그저 돌(석)에 마즌(맞은) 듯 한 묵어운 머리와 수습할 수 업는(없는) 혼탁한 정신을 가지고 여정에 올은(오는) 거시엿슴니다(것이었습니다). | ” |

그는 귀국 직후에 발표한 성명서에서 과거의 연애 활동을 혼탁한 정신이라고 표현하였지만, 이후에도 송봉우와 동거를 계속하였다. 그는 1928년 1월 3일부터 1월 5일까지 동아일보에 '부인운동과 부인문제 연구'라는 논문을 3회에 걸쳐 발표하였다. 허정숙은 이 글에서 '부인문제는 기필코 무산계급문제와 동일한 해결을 요한다'고 하여 여성문제와 사회의 근본적인 문제의 관련성을 주장하고, 사회적 모순을 해결해야 여성문제도 해결된다고 주장하였다.

#### 신간회 활동과 근우회 확장 운동

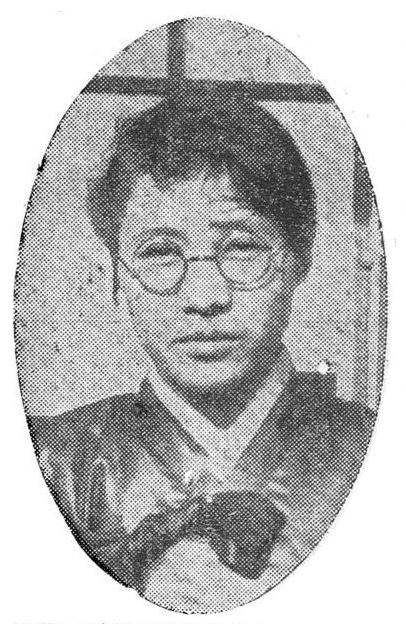
허정숙, 1920년대 후반 무렵

신간회 창립 모습 (1927.2.14.)

귀국 직후 그는 신간회에도 가담했고, 근우회에서 본격 활동하였다. 근우회는 창립 초기 민족협동전선 신간회의 여성부 형태가 아니라 여성만의 별도 조직으로 출범했다. 이를 당시에는 '성별 조직'이라고 불렀다. 일각에서는 성별 조직을 만들어서 민족 운동 단체의 분열을 촉진시킨다고 비난하기도 했다. 그러나 허정숙은 분열을 원하는 것은 아니라며 이에 대해 해명하였다. 그는 여성만의 조직을 만든 이유를 해명하였다.
| “ | ...(이하 중략)... 현재 조선에는 농촌경제가 경제계의 중심세력이 되어 있느니만큼 봉건 잔재가 그대로 남아 있어 그것이 비록 봉건적 지배제도로서 존재치 못한다 하더라도 그 잔재가 여전히 은연중에 여성을 가정제도에서, 사회적 관점에서 그 질곡에 신음케 하는 것이 사실이다. 이분위기가 일반사회를 에워싸고 돌며 여성 운동의 분위기에도 이것이 둘려 있는 것을 발견할 수 있다. ...(이하 중략)... 조선사회의 객관적 조건이나 여성 주체적 조건에 있어 여성 운동이 성별적 조직의 계단을 밟지 아니치 못하게 되며 이 여성의 성별적 조직, 즉 성적 차별묹제 등을 위하여 투쟁하는 조직체를 통치 않으면 결국 여성은 대중을 실제상 사회적 의식의 각성과 그 조직을 가지게 할 수 없는 것이 현하 조선 여성운동의 사회적 조건이다. | ” |

송계월(당시 경성여자상업학교 재학) 등 여성운동에 관심이 있는 학생들을 근우회 등으로 인도하기도 했다. 송계월이 허정숙과 만나면서 사회주의와 여성 해방론에 공감하기 시작한 것도 이즈음이었다. 1928년 1월 근우회 본부 중앙집행위원의 한 사람에 선출되었다.
신간회의 활동에도 참여했지만 이후 그는 근우회의 활동에 주로 주력하게 된다. 1929년부터는 근우회본부 회관 마련을 목적으로 계몽 강연활동 외에도, 어학원의 시간제 영어 강사와 공장 노동자 등 다중 아르바이트를 하며 기금을 마련하였다.

#### 근우회 활동
1928년 당시 허정숙은 조신성과 함께 23명의 근우회 중앙집행위원이었고, 그때 위원장은 정종명이었다.
1928년 2월 근우회 경성지회 창립에 참여하였고, 5월 1일 경성청년총동맹 상임위원에 피선되었으며, 근우회 경성지회 중앙위원에 선출됐다. 5월 10일부터는 근우회의 기관지 근우의 편집, 발간에도 참여하였다. 1928년 7월 경성에서 근우회 임시전국대회가 개최되자 근우회 전형위원과 중앙집행위원의 한 사람에 선출되었다. 근우회 임시전국대회에서 전형위원, 중앙집행위원으로 선출된 그는 바로 박호진, 정칠성, 심은숙 등과 지방순회강연을 정기적으로 하기도 하였다.
1929년 1월부터는 한신광, 정칠성, 박호진 등과 함께 근우회의 기관지인 《근우》의 편집 겸 발행위원으로 참여했고, 허정숙은 근우 지 발행 책임위원으로 선임되었다. 3월에는 사리원청년회 주최 사상강연대회에 연사로 참여하였다.
1929년 5월에는 근우회의 강령과 비전을 제시한 근우회 선언과 근우회 운동의 역사적 지위와 당면임무를 작성하였다.
| “ | 과거의 여성 운동이 부분적이오 분산적 운동임에 비하여 여성의 대중적 참가를 목표로 출현한 우리 근우회의 사명은 전 한국 여성을 과거 역사적 모든 질곡에서 해방시켜 줄 열쇠이며 한국여성을 사회적 의식에 각성하여 전체적 운동에도 인도하여 줄 거화이다. ...(이하 중략)...이상과 같이 한국사회의 객체적 조건이나 여성주체적 조건에 있어 여성운동이 성별적 조직의 단계를 밟지 아니치 못하게 되며 이 여성의 성별적 조직, 즉 성적 차별 문제등을 위하여 투쟁하는 조직체를 통하지 않으면 결국 여성의 대중을 실제상 사회적 의식에 각성과 그 조직을 가지게할 수 없는 것이 한국여성운동의 사회적 조건이다. 이에서 근우회는 원시적이오 자연생장적인 여성계몽운동을 표어로 한 조직체로서 현사회에 출현하게 된 것이다. ...(이하 중략)... 여성의 성적 해방만이 과정적 구경의 목적이 아닌 동시에 이 운동만으로써 여성의 실제적 해방이 완전히 올 수 없다는 것은 누누이 말한 바이다. ...(이하 중략)... 근우회 자체가 대중여성을 위하여 일상투쟁을 하지 않았던 것이 대중여성을 망라하지 못한 원인이 되었다. | ” |
|   | — 근우회 운동의 역사적 지위와 당면임무 |   |

이는 그가 전국순회강연이나 근우회 주최 강연 등에서 강조한 내용으로 추정된다. 허정숙은 대중여성운동체로서의 근우회의 나아갈 방향을 제시하였다. 근우회가 일부 배운 여성들만의 모임이 아닌 전체 여성의 모임으로 발전하고 사회로 침투할 것을 주장했다.
그는 근우회 강연이나 그밖의 여러 활동 등으로 언제나 경찰의 요주의 대상인물이 되었으며 걸핏하면 검거, 조사받곤 하였다. 1929년 9월에는 정칠성과 함께 전주여자고등보통학교 학생퇴학처분에 항의문을 발송했다가, 1929년 9월 30일에 종로경찰서에검거, 각각 구류 3일 처분을 받기도 하였다.
1929년 일본인의 조선여학생 희롱 문제로 광주 학생 항일 운동이 발생하여 서울까지 확대되자, 근우회 서무부장으로 있던 그는 모교인 이화여자고등보통학교를 찾아가 시위 동참을 호소, 독려하였다. 바로 이화여전 여학생과 함께 학생시위운동을 주도하였으며, 만세운동을 사주, 선동했다 하여 검거되었다가 곧 풀려났다. 29년 8월 근우회 상무위원회 위원에 임명되었다.

#### 광주학생운동과 경성 여학생 만세운동

##### 광주 학생운동 전후

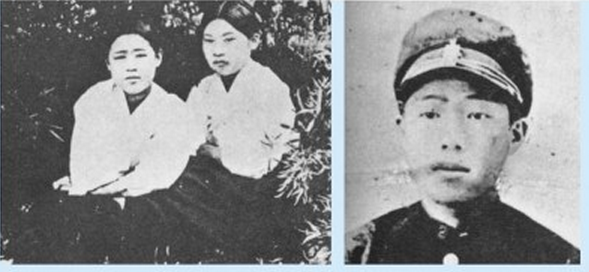
1929년 11월 당시 일본인에게 희롱당하던 여학생들과 박준채

허정숙은 신간회, 근우회에 참가하였으며, 이후 감옥에서 배운 의학지식과 출소 직후 한의학을 배워 태양광선 치료소라는 병원을 설립, 운영하기도 했다.
1929년 이후 광주학생운동 후속 시위의 배후 조종 혐의 등으로 여러 차례 감옥에 갇히는 탄압을 받자 1930년대 중반 병원을 다른 의사에게 넘기고 옌안으로 망명하게 된다. 1929년 11월 3일 전라남도 광주에 내려간 허정숙은 일본인 학생들에게 희롱당하던 박기옥·암성금자·이광춘 등 세 여학생과 박준채를 면담한 뒤 경성으로 올라와 여학생들과 여성 운동가들에게 항의 시위를 할 것을 촉구하였다. 광주 학생 항일 운동이 터지자 경성에서 이화여자전문학교, 배화여자고등보통학교 등을 찾아다니며 광주에서 일본인 남학생이 조선인 여학생을 성추행했다며 동맹휴학과 시위를 홍보하였다. 1929년 9월 근우회 교섭위원의 한사람에 선출되었다.
1930년 1월 15일 경에 대규모 만세시위를 계획하고 실천에 옮겼다. 광주 학생 항일 운동이 전국으로 확산되었을 때 경성에서도 여학생들을 중심으로 만세운동이 확산되었다. 서울의 여학생궐기는 당시 근우회의 간부인 허정숙의 영향이 컸던 것으로 알려졌다. 여학생 운동의 가장 주동적 인물은 이화여고보 4학년의 최복순(崔福順)이었는데 그는 광주 학생 운동이 터지자 서울에서도 같은 운동을 벌여야겠다는 마음을 먹고 여러 모로 생각하던 끝에, 근우회 간부 허정숙을 찾아가 그 뜻을 전하고 그의 찬동을 얻었다.
1930년 봄의 근우회 본부 중앙집행위원 선출에서 허정숙은 옥중 수감을 이유로 누락되었다.

##### 여학생 만세 운동 독려

광주 학생 운동 관련자들을 변호한 김병로 변호사

허정숙은 최복순에게 각 여학교 간부들에 연락, 이를 알리게 하고 서로 연락하는 일을 도왔다.
경성 각급 학교의 대표들이 만나는 자리에도 특별히 참석하여 광주에서의 조선인 여학생의 성추행 사실을 알리고, 일본인들의 부당한 대우에 항거할 것을 역설하였으며 주변의 남학교 학생들과도 연대하여 휴학, 시위할 것을 부탁하였다.
그는 여학생들에게 언니와 같은 자세로 임했고, 누구나 자신보다도 나라와 민족을 먼저 생각해야 한다고 말해왔다. 학생 중 항일운동을 하면 부모님을 걱정시켜드린다고 꺼리는 학생이 있으면 나라를 위해 운동하는 것은 부모에 대한 효도에 앞서는 것이라고 역설하여 모든 여학생들을 운동에 참여케 했다. 그는 노예로 사는 것은 자유인으로 죽는 것만 못하다고 하였다.
1929년 12월 14일~12월 15일 경성부내 각 여학교에서는 만세 시위를 하였다. 각 학교에서 이날 9시 반을 기해 고창하고 교내를 출발해서 시위운동을 하면서 종로로 나갈 것, 경찰에 체포돼도 관계 학생의 이름을 대지 말 것, 구속 중에는 단식을 할 것, 부르는 구호는 '광주학생석방 만세'. '피압박민족 만세'. '약소민족 만세'로 결정했다. 이때 허정숙은 각 학교연락책이던 송계월에게 정치적 불온구호는 삼가하는게 좋다고 주지시켰다고 한다.

##### 제2차 경성 만세 운동 주도

1929년 11월 6일자 동아일보. 광주학생 항일운동 당시의 격문을 다룬 내용이다.

1930년 1월 초 이화여전 외에도 동덕여학교, 배화여전, 근화여자상업학교, 경성보육학교, 정신여학교, 실천여학교, 태화여자미술학교, 숙명여자고보 등의 여학생 수백 명이 이에 동조하여 거사를 계획하였다. 그러나 총독부 경무국 밀정에게 정보가 입수되어 그해 말 1차 만세 운동은 실패로 돌아가고 만다. 1차 만세 운동은 실패하였으나 구체적인 물증을 찾지못해 여학생들은 체포를 모면하였다 학생들의 비상연락망은 살아 있었고, 허정숙은 계속 사람들을 만나 두 번째로 만세 시위를 기도한다.
1930년 1월 15일에 이화여고보는 서울 시내의 다른 여학교들과 함께 연합 시위에 나섰다. 이화여고보 4학년 최복순(崔福順)이 근우회 간부 허정숙을 수 차례 찾아가 조언을 구하였으며 허정숙을 통해 경성 시내 이화여고보, 동덕여고보, 배화여고보, 숙명여고보, 경성여자미술학교, 경성실천여학교, 경성여자상업학교, 태화여학교, 경성보육학교의 여학생들이 서로 규합하여 벌인 대규모 시위였다. 이 뒤를 잇는 동맹휴학은 1931년까지도 치열하게 전개되어 1930년~1931년에 걸쳐 백여 건의 동맹휴학이 있었다. 그러나 1932년 이후로는 동맹휴학이 급속히 감소하고 학생운동은 소수 정예의 사회주의적 비밀 결사 운동으로 이어졌다. 1930년 1월 서울에서 일어난 제2차 여학생 만세 운동은 일면 근우회 사건 또는 허정숙 사건으로 부른다. 1929년 12월과 1930년 1월의 경성에서의 항일동맹휴교운동을 주도한 혐의로 그는 1930년 1월 중순 종로경찰서에 체포되었다.
1930년 1월, 제2차 학생 시위를 주도한 근우회사건은 당시 근우회 서무부장 허정숙이 이화여고보의 최복순, 최윤숙, 김진현 등 여학생들과 경성학생시위운동을 계획, 전개한 것이다. 이때 정칠성, 박차정 등도 함께 검거되었으나 곧 석방되었다.
1929년 12월 허정숙은 12월 중순 경에 최복순 등과 함께 만세운동을 기도했다. 그러나 사전에 누설, 발각되어 실패한다. 1929년 12월 13일에는 신간회의 민중대회 계획이 누설되어 20명이 체포된 민중대회사건, 또는 허헌 사건이 발생, 허헌도 수감되었다. 허정숙은 다시 연락망을 구성하여 1월 중순 만세운동 거사날자를 잡고 유인물과 태극기를 등사하여 살포한다. 이화여고보를 비롯한 시내 공사립 여자고등보통학교와 그밖에 중등학교 등 13개교가 일제히만세를 부른 여학생 만세운동 결과, 구속자 34명에 불구속자 55명이 보안법 위반 및 치안유지법 위반으로 기소되었으며, 그들 모두가 여학생이었다는 점이 당시 사회의 커다란 관심거리로 주목받았다.

##### 질병과 출소, 재수감
체포 당시 허정숙은 임신 중이었다. 그러나 임신을 핑계로 회피하지 않고, 나는 감옥에서 죽어서 나갈 것이라며 투옥된다. 1930년 5월에 감옥에서 아이를 출산하였지만, 출산 후유증으로 간성 늑막염과 신경통 등이 발생했고, 몸에 심한 부기와 열이 났다. 출산 후유증으로 결국 보석되었지만 1931년 재수감된다.
늑막염과 신경통이 낫지 않았는데도 다시 투옥, 그는 1931년 곧 재수감되어 병감신세를 지기도 했다.
1931년 6월 광주학생운동 배후조종, 경성 항일학생 시위 주도, 조선공산당 재건 등의 혐의, 유언비어 날조 및 선동 혐의 등으로 총독부 검사국에서 '보안법 및 치안유지법 위반죄'로 징역 1년형을 선고받고, 서대문 형무소에 투옥되었다. 이때 허정숙과 학생들의 변론은 김병로 변호사가 전담하였다. 서대문 형무소에 투옥된 상태에서 그는 경성지방법원에서 재판을 받았고, 당시 허정숙과 여학생들의 변호를 맡은 이는 줄곧 김병로였다. 1932년 3월 3심 재판에서 집행유예 처분을 받고 가석방되었다.

##### 출소와 연애 활동
30대가 되기 이전에 남편 임원근을 비롯하여 세 명의 남자 연인을 둔 그에 대한 주변의 시선은 따가웠다. 시중에서는 그를 꼬리 잘린 여우가 자신이 꼬리가 잘렸으니 꼬리잘린 것을 자랑하는 것이라며 비판하기도 했다. 1931년 7월 삼천리지 1931.7월호에 붉은 연애의 주인공들을 소개할 때 그에 대한 기사도 소개하였다. 그러나 허정숙에 대해서는 "아직 나이 30 이전에 애인을 세 번" 가지게 된 과정만 장황하게 늘어놓았다.
송봉우와의 동거는 미국 여행을 갔다 온 이후에도 송봉우와 동거하였다. 1932년 3월 출감한 뒤에도 송봉우와 동거하였다. 시중에서는 이를 비꼬고 조롱하는 허송세월(許宋歲月, 허씨와 송씨가 달을 센다, 몰래 만난다)이라는 단어가 유행하였다. 하는 일 없이 세월만 헛되이 보낸다는 뜻의 허송세월(虛送歲月)을 한자 음이 비슷한 허송세월(許宋歲月)로 바꿔서 허정숙과 송봉우의 관계를 조롱한 것이었다.
| “ | 허정숙씨와 송봉우군과의 관계는 이미 세상이 잘 아는 터이니 이제 새삼스럽게 다시 말할 필요가 없지만은 최근의 새 소식을 드르면 송씨는 아주 공연하게 허씨의 집에 들어가 동거를 한다고 한다. 수박 것 핥는 격으로 서로 떠러져 허송세월(許宋歲月)을 하는 것보다는 증거품의 아들까지 있으니. | ” |
|   | — "색상자", 『신여성』지 1933년 제7권 8호(1933년 8월호) 중에서 |   |

그러나 후일 송봉우가 공산당 사건으로 체포된 이후 전향하였다. 여러 번 송봉우를 설득하였으나 결국 전향하자 그녀는 송봉우에게 결별을 선언, 관계를 끊어버렸다. 이후 신일룡을 만나 사귀었으며, 그와의 사이에서 셋째 아들 신영한을 두었다.
허정숙은 자신과 헤어졌던 전 남자친구 혹은 잠시 사귀다가 헤어진 남자친구들과도 친구처럼 지내거나 함께 사회주의 운동, 사회 운동에 참여하였다. 이를 두고 허정숙이나 정종명이 애인과 동지를 구별하고 연애관계는 끝이 나도 동지로서 일은 같이 한다든지, 혹은 정치적 입장이 달라지면서 연애관계도 끝을 낸다든지 하는 것은 양자를 구별하는 동시에 새로운 종류의 성적 정체성 찾기를 모색한 것으로 볼 수 있다는 시각도 있다. 그는 헤어졌다 하여 원수처럼 지내는 것은 잘못이라고 역설하였다. 허정숙은 일은 일이고 연애는 연애라며 그는 옛날에 연인이었다가 헤어진 것과 사회 활동은 아무런 관련이 없다고 주장하였다.

#### 자유 연애에 대한 논쟁
그의 자유 연애는 이슈화되어 1930년 11월 삼천리지에 '남편의 재옥과 망명중 처의 수절 문제'라는 특집 기사가 실리기도 했다. 허정숙은 이를 불쾌히 여기지 않고 오히려 삼천리지의 특집 기사를 위한 설문조사에도 참여했다.
1930년 11월 남편이 감옥에 갇혔거나 독립운동으로 망명했을 때 부인이 순결을 지켜야 되느냐 라는 주제로 삼천리지 등의 주최하에 공개 토론회가 열렸다. 여기에서 정칠성과 이덕요 등은 정조를 지켜야 된다라고 주장했고, 허정숙과 유영준은 '경제적인 문제 혹은 성욕 문제 때문에 현실적으로 불가능하다'는 주장을 제시했다. 허정숙은 몸이 멀어지면 마음도 멀어지는 것이며, 그 사람과 영원히 갈라서지 않는 한도 내에서는 다른 남자와의 자유로운 연애도 가능하다고 하였다. 김일엽은 '최소한 1년에서 3년 정도는 참아야 된다'고 절충안을 내세우기도 했다. 남편이 투옥되거나 망명했을 때 부인이 정조를 지켜야 되느냐를 두고 토론회가 벌어지자 일부 성리학자들이 상경해서 회의를 무산시키려 했다가 저지되기도 했다.
한편 그의 콜론타이식 연애론과 자유 연애론, 연애 유희론에 대해 김옥엽은 1931년 11월 신여성지에 '청산할 연애론'을 발표, 일시적인 성 결합은 프롤레타리아 계층에게 부정적인 효과를 준다며 비판했고, 안회남은 1933년 5월 신여성지에 청춘과 연애를 발표하여 연애를 가벼운 것으로 취급한다며 비판하기도 했다. 허정숙은 이들과도 토론, 논쟁을 벌이며 사랑이라는 개념이 항구적이고 영원한가에 대해 의문을 제기하기도 했다.
허정숙은 여러 남자와 연애, 동거한 것으로 유명하였다. 당시 신문에는 "정조 관념이 희박한 허정숙 여사"라고 비난하는 기사가 실릴 정도였다. 이들은 민족해방운동을 하면서 동료로 만나 연애를 했으며, 봉건적인 정조 관념에 얽매이지 않았다. 그녀의 남성 중 알려진 남성이 7명으로, 장건상은 후일 '허정숙은 시집을 일곱 번이나 간 여자입니다.'라고 증언하였다.

#### 병원 운영과 망명 결심

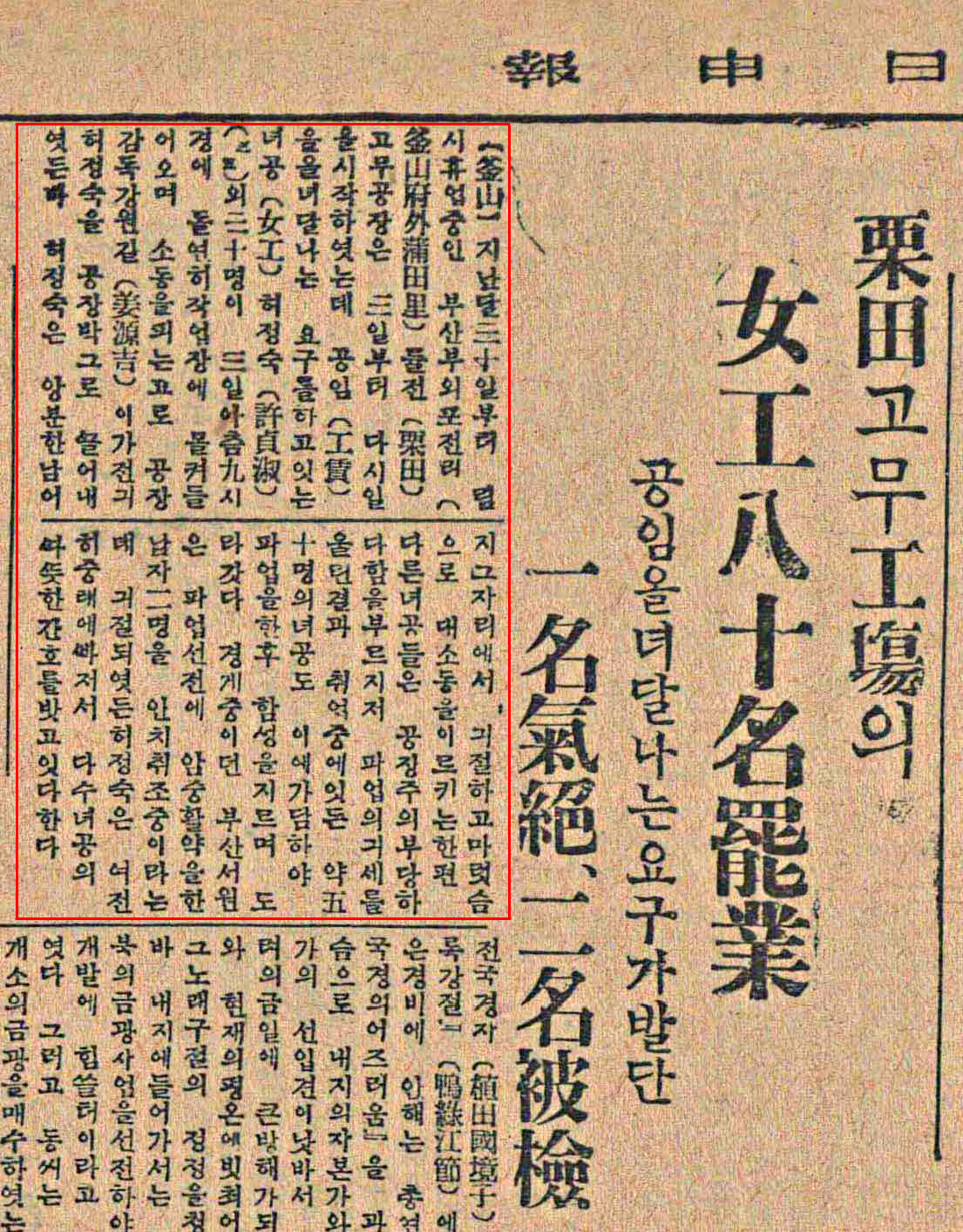
율전고무 파업 사태를 보도한 매일신보 1933년 5월 5일자 기사

출소 이후 그는 감옥에서 배운 의학지식을 활용, 태양광선치료소 병원을 경영한 것으로 이어지면서 비교적 안정된 생활을 보내기도 했다. 1932년 둘째 아들 송길한과 어머니 정긍자가 병으로 사망했다. 허정숙은 직접 침을 놓을 줄 알았고, 뜸을 뜨기도 했다.
그 후 한때 송봉우와의 재결합설이 나돌기도 했으나 그가 전향하면서 둘의 관계는 끊어졌다. 그는 병원을 운영하면서 1932년 내내 정치적인 문제에는 관여하지 않았지만 그에 대한 감시는 계속되었다. 또한 사회주의 사상과 페미니즘 사상을 버리라는 권고를 받기도 한다.
조선사상범보호관찰령 하에 전향을 강요받는 국내 사정을 감안, 그는 망명을 결심한다. 병원 운영 외에도 그는 틈틈이 주말에 시간을 내어 명천군과 북청군, 원산 등지로 계몽 강연 활동을 다니기도 했다. 1933년 3월에는 잠시 병원을 다른 한의사에게 맡기고 경상남도 동래군으로 내려갔다. 부당한 월급 미지급과 적은 월급, 해고가 자행되는 곳이 있다는 소문을 들은 그는 동래군으로 내려가 (주)율전고무에 위장 취업하였다. 4월 30일부터 그는 율전고무의 휴직을 주도하였다.
1933년 5월 5일에는 동래군 율전고무공장 여공 파업을 주도하였다. 월급을 올려주지 않으며, 작은 월급을 미지급하는 일이 잦자 결국 그는 휴직과 파업을 주도한다. 4월 30일부터 율전고무의 파업을 주도하였으나 월급이 지급되지 않자, 5월 5일 총파업을 주도하였다. 그러나 공장장 강원길이 그를 강제로 끌어내자마자 갑자기 기절하였고 시위는 각지로 보도되었다. 이때 총파업을 유도하기 위해 파견된 남성 운동가 2명이 체포되었으나, 그는 실신을 이유로 체포를 모면하였다. 그는 정숙, 정자라는 이름을 병행하여 사용하였고, 얼마 뒤 감시망을 피해 다시 서울로 올라왔다.
1930년대에 사회주의 운동 쪽의 여성운동가들은 근우회의 해산과 함께 자기 자리를 찾지 못하게 되었다. 허정숙은 중국으로 가게 되고 정종명과 정칠성은 특별한 조직적 활동 없이 개인적인 생활을 하게 된다. 조선총독부의 탄압이 한결 심화되자 허정숙은 망명을 결심한다.

#### 감시와 망명
봉건시대의 정조관념을 그대로 가지고 있어야 한다는 것은 허정숙에게는 무리한 주문이라는 풍문이 나돌던 그였지만, 그래도 한 잡지에 의하면 "조선의 푸로레타리아 운동사상 잇쳐지지 아니하는 용감한 투사"라는 평도 있었다.
조선총독부의 감시는 계속되었고, 1933년 내내 그의 강연 활동과 토론장, 야학당에는 총독부 헌병이 따라붙었다. 국내에서의 항일 저항활동과 여성 해방 운동이 어렵다고 본 그는 아버지 허헌의 집에 출입하던 최창익, 한빈 등을 만나 이들과 망명을 계획한다. 1934년 최창익이 석방되자 구체적인 망명 계획을 세운다. 1936년 11월 그는 아들 임경한(임표)와 신영한을 아버지 허헌과 계모 유덕희에게 맡기고, 배편으로 최창익, 한빈 등과 함께 중국으로 떠난다.
| “ | 아버지가 진보적인 민족주의자인 건 틀림없지만 또 보수적인 양반기질이 있거든. 그래서 나랑 사상이 안 맞아서 집에서 활극도 많이 연출했지. 그래도 날 운동가로서 동지로 생각해 주시고 물심양면으로 보살펴 주셨지. 내가 항일무장투쟁하러 중국으로 갈 때 어린 아들 두고 가는 딸이 마음 쓸까봐 이렇게 말씀하셨습니다. '마음놓고 떠나거라. 조선의 뜻있는 사람들은 누구나 찾아가는 길인데 거기에 무슨 주저가 있겠냐. 사실 네가 아들이었다면 벌써 오래전에 너를 총을 쥐고 일제놈들과 싸우러 떠나보냈을 내다. 조선의 용사들이 항일의 총성을 높이 올릴 때마다 우린 너도 잘 싸우고 있겠거니 생각하겠다.' 그때를 생각하면 아직도 눈시울이 붉어집니다. | ” |

허정숙은 "비록 녀성의 몸이기는 하나 총을 메고 반일투쟁의 대오에 참가할 것을 결심하고 낯설은 이국 땅으로 망명한다."고 하였다. 그는 여성 해방 운동을 비판하는 아버지 허헌과 수시로 마찰을 빚었으나, 아버지 허헌은 그를 일종의 정치적 동지로 보기도 했다. 장사꾼으로 위장한 그는 곧 난징의 조선민족혁명당을 찾아간다. 한편 아버지 허헌은 딸이 죽었다고 거짓으로 부고를 고하고, 동사무소에 사망신고를 한 뒤 장례식을 치루어, 조선총독부나 일본 헌병의 추적을 피하게 해주었다.

#### 중국에서의 활동

##### 중국 망명 초반

조선의용군

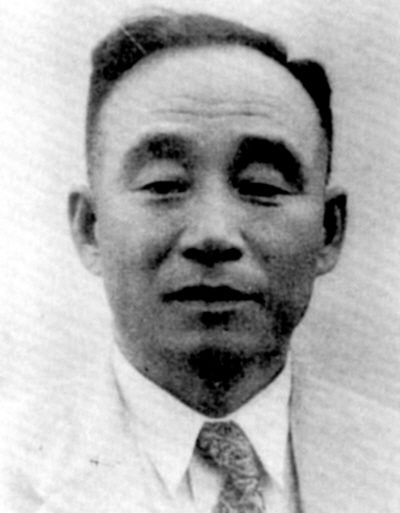
최창익

1936년 최창익 등과 함께 중국 상하이로 건너갔다가 조선에서 석방되어 망명한 한빈(韓斌) 등을 만났다. 이후 허정숙은 최창익, 한빈 등과 함께 난징으로 가 조선민족혁명당에 가입하여 활동하고 조선의용대에도 가담했으며, 조선청년 전위동맹 부대표로 선출되었다. 한편 그는 최창익, 박효삼, 한빈 등과 함께 대한민국 임시정부에 참여하려는 김원봉 등의 견해를 부정적으로 평가했다.
이에 사회주의자들의 이탈이 계속되자 그도 1938년 6월 민족혁명당을 탈당하고, 그해 7월 조선청년 전위동맹 결성에 참여했다. 최창익이 전위동맹 대표에 선출되고 허정숙은 전위동맹 부대표가 되었다. 1938년 10월 다시 민족혁명당에 합류했지만 곧 무한 함락 후 탈퇴하였다.
그 뒤 조선의용대 일도 그만두었고, 춥고 험난할 것이라는 동지들의 걱정을 뒤로하고 1938년 11월 최창익, 한빈 등과 함께 일본밀정의 눈을 피해 전위동맹원들을 이끌고 화북의 옌안(延安)으로 이동하였다. 최창익과 허정숙 등 많은 사회주의자들은 중국공산당의 해방구인 연안으로 옮겨 간다. 이때 그는 최창익과 옌안에서 결혼했고, 늦은 나이에 항일군정대학을 졸업한 뒤 조선독립동맹 소속으로 중국공산당과 함께 항일 투쟁을 전개했다. 이어 무정, 최창익 등과 함께 화북조선청년연합회를 만들었다. 또한 조선여성동맹을 설립하고 여자 독립운동가 규합에도 나섰다.
당시 그는 정은주(鄭恩珠)라는 가명을 썼다. 당시 사람들은 그를 정은주 동무라 불렀다 한다.

##### 조선독립동맹 활동
수려한 미모와 달변으로 인기를 끌었던 허정숙은 세 번째 남편인 최창익과 결혼하기 전에도 임원근이 감옥에 있는 사이, 여러 남성들과 사귀었고, 한때 북풍회의 송봉우와 동거하는 등 당시 흔치 않은 자유 연애, 사회주의 사상, 같은 사회주의자에 대한 동지애에 뿌리를 둔 '붉은 연애'로 화제를 모았다. 최창익과의 사이에서 얻은 자녀들은 이혼 후 허정숙이 양육하였고 뒤에 어머니 성을 따라 허씨로 바꾸었다. 그의 자녀들 중 한 명과 이름이 비슷한 이복동생 허종욱이 동명이인으로 한때 혼동되기도 하였다.
1938년 팔로군에 입대, 바로 팔로군 제120사단에 배속되고, 120사단 본부 정치지도원이 되었다. 바로 중국공산당 산하 항일군정대학 제7분교 정치군사학과에 제5기로 입학하여, 공산당 이론보충교육 및 대인심리술, 공산당 간부 교육을 받았다.
1940년 항일군정대학 정치군사학과를 졸업했다. 졸업후 조선여성동맹의 선봉이었던 허정숙은 연안 군정대학의 교무를 보았다. 이후 팔로군에 복무하면서 군정대학 교무주임일을 겸하였다. 1941년 다시 팔로군 제120사단 정치지도원이 되고, 김두봉의 조선문제연구소에서 일했다. 이후 광복 직전까지 팔로군 120사단 간부이자 조선혁명군정학교의 교관으로 훈련과 이론을 교육하였다.
1938년 11월 옌안으로 이주한 직후 허정숙은 화북 지역의 조선인 젊은이들을 끌어모으기 위해 청년 단체 조직의 필요성을 역설하고 화북조선청년연합회를 결성하였다. 그는 매주 청년들의 모임을 만들어 젊은이들을 조선독립동맹으로 이끌었다. 1941년 중국공산당 안에서 투쟁해오던 김무정 을 화북조선청년연합회에 참여시켜 조직을 확장시켰다.

#### 무장 투쟁
1942년 중국 각지에 산재해 있는 조선인들을 포섭하기 위해 조선독립동맹의 지부 설치, 홍보활동을 전개하였다. 1942년 7월 화북조선독립동맹 집행위원이 되고, 그해 화북조선혁명군정학교 교원이 되었다. 군정학교 교원으로 소련의 레닌주의 이론에 대해 가르쳤으며, 기서(驥西) 지역에서 선전, 조선인 일본군 및 만주군 탈영자들을 합류, 훈련시키는 등의 역할을 담당했다. 또한 김명시 등과 함께 여성 교관으로써 여군 병력 양성과 관리도 맡아보았다.
1942년 조선의용군 창설에 참여하였다. 조선의용대 화북지대는 그때까지 김원봉과 연락했지만 1942년 연락을 끊고 독자적으로 조선의용군을 창설하였다. 무정은 1942년 여름 중국공산당의 지원을 받아 그들의 치하에 있는 산서성을 근거지로 하여 김두봉, 최창익, 김창만, 박일우, 허정숙 등과 함께 조선독립동맹의 산하에 조선의용군을 창설했다. 이때 허정숙은 조선의용군의 훈련교관 겸 정치부 주임으로 병력 양성과 교육에 참여하였다. 1944년 조선독립동맹의 집행위원, 조선의용군 참모에 선출되었으며, 반일 반제국주의 운동을 전개하였다.
한편 선전, 홍보활동을 통해 만주군과 일본군을 탈영한 병사들을 끌어들이기 위해 한국광복군의 3개 지대와 경쟁하였다. 1945년 조선혁명군정학교 교육과장이 되고, 조선독립동맹 집행위원에 선출되었다. 8월 15일 해방 소식을 듣고 배편으로 출발, 그해 9월 남한으로 귀국하였다.

### 해방 이후

#### 광복 직후

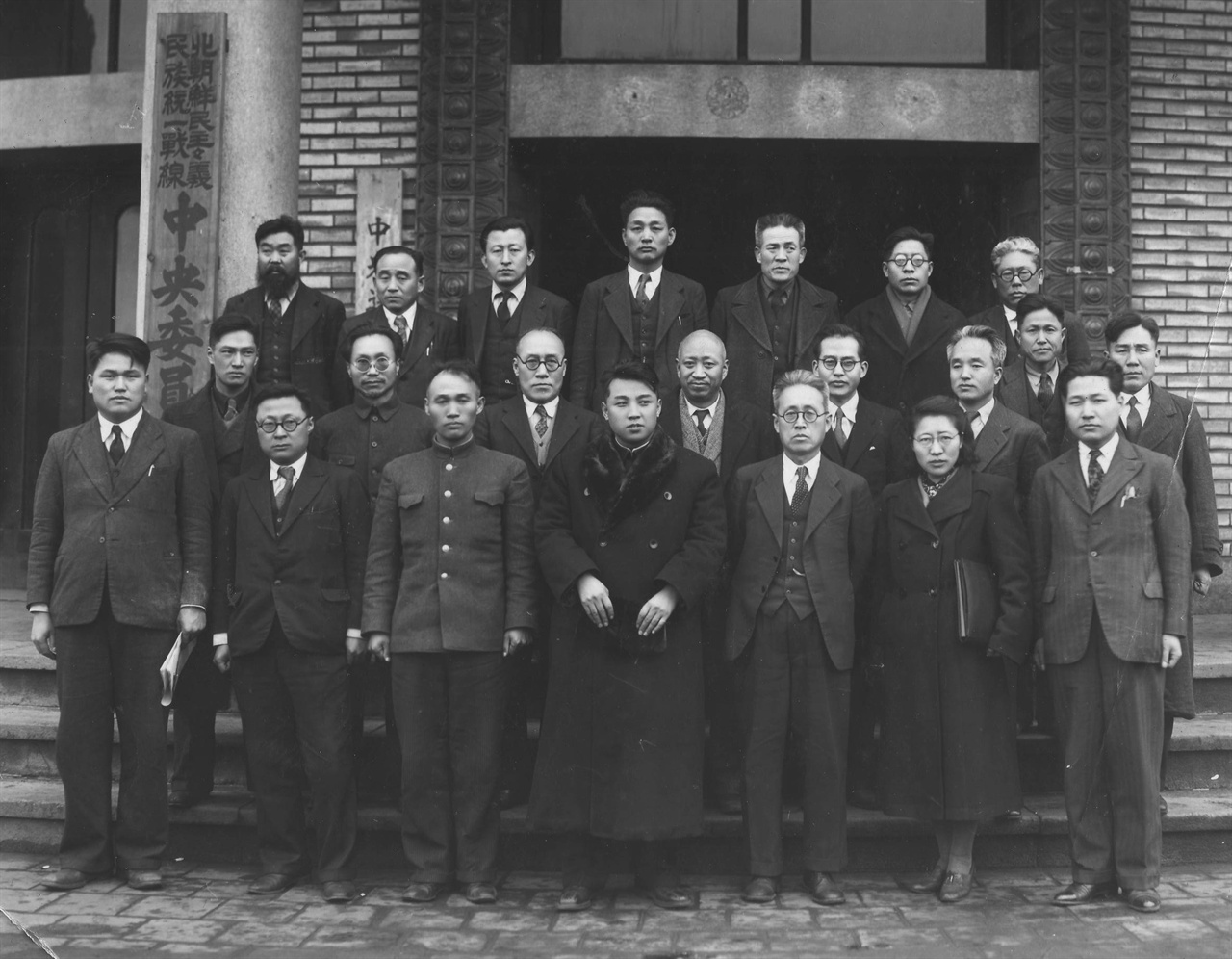
1947년 7월 북조선민주주의민족통일전선 청사 앞에서 (앞줄 맨 왼쪽은 최용건, 세 번째부터 김책, 김일성, 김달현, 허정숙, 리강국 순)

1945년 8월 해방이 되자 그해 9월 경성부로 왔다가 새로 개편한 조선독립동맹의 집행위원이 되었으나 1945년 11월 월북했다. 이후 소군정 지역에 정착한 뒤 남북을 오가며 활동했다. 그러나 시중에서는 그를 청소년들을 타락시킬 위험이 있는 유해한 인물이라며 멸시와 욕설이 가해졌다. 1945년 9월 조선공산당 선전선동부 부부장이 되고, 10월 북조선임시인민위원회가 구성되자 임시인민위원회 선전국장이 되었으며, 11월 11일에는 조쏘문화협회와 조쏘친선협회가 창설되자 조쏘문화협회·조쏘친선협회 회원으로 위촉되었다. 1946년 북조선로동당 간부부장에 선출되었다.
1945년 12월 27일 신탁통치가 발표되자 처음에는 박헌영 등과 함께 반탁을 선언했다가 찬탁이 결정되자 결국 찬탁으로 돌아섰다. 해방 직후 그는 남북을 자유로이 오고 갔으나 1946년 5월 이후 테러를 두려워하여 남한 지역에 다시는 내려오지 않았다. 북한으로 올라가면서 남쪽은 이상하게도 애국심, 민족, 가족 등의 명분만 있으면 범죄도 정당화되는 이상한 사회라는 한탄을 남기고 월북했다. 3.8선 이북에서 그는 아버지 허헌에게 새로 호적신고를 해달라 하여 1908년생으로 하고 새로 호적신고를 했다. 이때 이름은 정자에서 필명이자 가명으로 써오던 정숙(貞淑)으로 정식 개명하였다.

#### 해방 정국의 정치활동
1946년 1월 민주주의민족전선 결성주비회에 참여하고, 2월의 민주주의민족전선 결성에 참여하였다. 그녀는 남편 최창익이 새로운 여성과 사랑에 빠져 먼저 이혼을 제안하자, 흔쾌히 동의하며 이혼하였다. 1946년 최창익이 재혼하자, 그는 오히려 남편 최창익의 결혼식에 참석하여 축사를 낭독하기도 했다. 이후 전 남편인 최창익과는 정치적 동지이자 친구로 지냈으나 1950년대 이후 서서히 멀어진다. 두 아들의 양육권은 허정숙이 맡았으며, 당시 나중에 두 아들은 소련 모스크바로 유학보냈다.
2월 14일 민주주의민족전선의 중앙상임위원의 한 사람에 피선되었다. 그러나 미군정의 좌익 탄압으로 은신처를 마련하여 대구, 대전 등 전국 각지로 피신생활을 하였다. 1946년 3월 정칠성 등과 함께 서울에서 국제부녀절 행사를 개최하였다. 1946년 8월 30일 북조선공산당이 조선신민당과 합당하여 북조선로동당이 되자 허정숙은 박정애와 함께 북조선로동당 당 중앙위원회 위원에 피선되었다.
1946년 7월 북조선로동당의 주도로 평양에서 개최된 '북조선 민주주의 각 정당 사회단체 대표회의'에 참석, '북조선민주주의민족통일전선'의 발족에 참여하였다. 이후 그는 문화, 선전 사업과 여성 단체 구성 조직 사업에 전념했고, 소련군 철군 시에는 소련군의 환송을 주관하였다. 1947년 2월 임시인민위원회가 정식 인민위원회로 승격, 발족되자 북조선인민위원회 선전부장이 되었으며, 이듬해 선전국장을 거쳤고, 1948년 3월 조선로동당 중앙위원회 위원에 선출되었다.

#### 인재 천거
북한에 정착한 1946년 5월부터 허정숙은 38선 이북 각지를 찾아다니며 인재를 영입하여 정권에 참여시키려 노력하였다. 평양교원대, 평양의학전문학교에 동시 출강하며 후학을 양성하던 박봉조 역시 허정숙의 스카우트 대상이 되었다. 박봉조를 찾아간 허정숙은 참여해줄 것을 요청한다. "박 교수, 학생 가르치는 것도 좋지만 조선민주주의인민공화국 정부 수립이 더 중요한 과업 아니오?" 박봉조가 거절하자 허정숙의 눈빛이 벌겋게 변했다. 말투도 거칠어졌다 한다. 박봉조는 허정숙 등의 거듭된 부탁에 못이겨 조선민주주의인민공화국 정부 수립 후 외무성 관리가 되었다가, 월남한다. 한편 중국에서 독립운동에 참여했던 사람들과 그 가족들의 취직을 적극 주선하기도 했다. 이때 그는 사람됨됨이나 능력을 보고 그에 맞는 일자리를 주선해 준다.
1948년 북조선로동당 중앙당 간부부장이 되었다. 허정숙은 이미 최창익과 이혼한 상태였다. 그러나 중국에 있을 때 김학철과 같은 총각들은 당시 다 그를 '누님 大姐'으로 대접했다. 해방 후에도 그는 중국의 민족혁명당계 출신과 조선독립동맹 출신들의 취직과 생계문제 해결에 적극 노력했고 그는 이들로부터 큰 누님 혹은 형님으로 통했다.
황태성 역시 허정숙의 주선으로 산업성의 공무원으로 취직하였다. 황태성은 황해일보사에 머물면서 허정숙에게 편지를 냈다고 한다. 이 덕분에 그는 무역성의 전신인 산업성 지방국장 자리를 받아 평양에 들어갈수 있었다는 것이다.

#### 남북 협상 전후

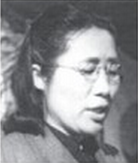
1948년 남북 협상에 참석하여 여성단체를 대표해 축사를 낭독중인 허정숙 (1948.04.10)

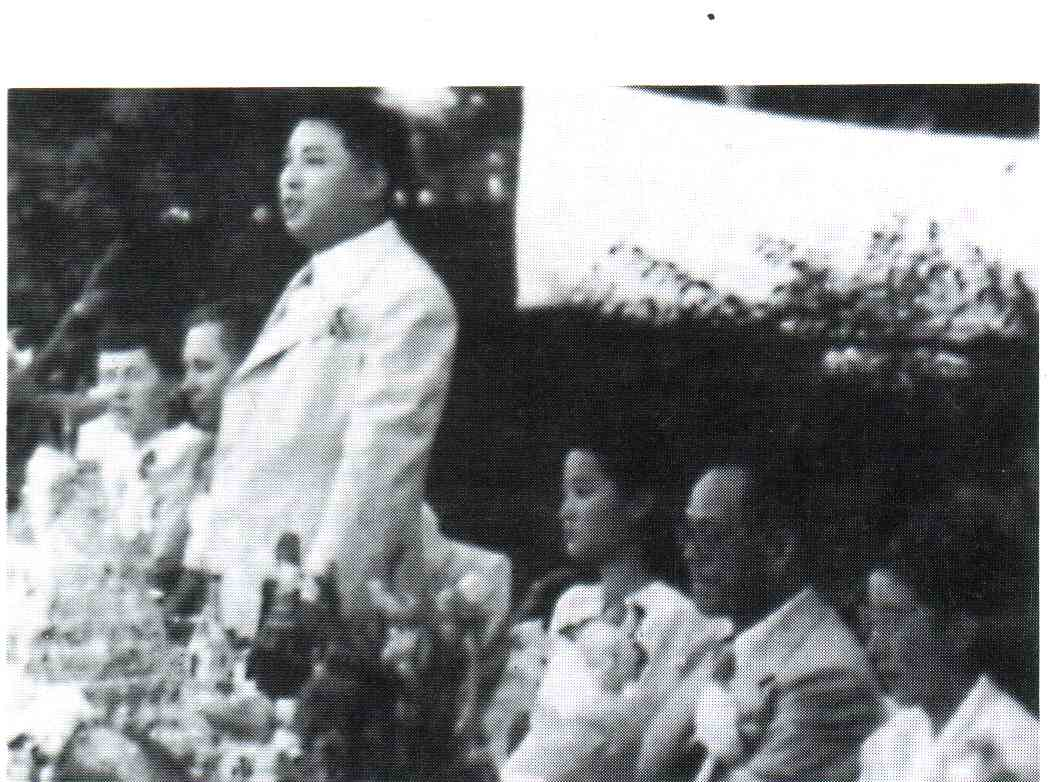
박헌영의 결혼식 축사를 낭독하는 김일성, 왼쪽 두 번째 앉은 이는 스티코프, 가운데 일어선 이는 김일성, 옆으로 윤레나와 박헌영 부부, 허정숙 순 (1949년 9월)

38선 이북에서는 1947년 애국가를 제정해놓고 있었다. 1948년 3월 허정숙은 '애국가'의 보급 문제를 김일성에게 건의했다. 4월 평양에서 개막되기로 예정된 남북한 연석회의를 바로 앞둔 때였다.
김일성은 1947년과 애국가 제정 직후와 마찬가지로 시기가 적합하지 않다는 이유를 들어 좀더 기다려 볼 것을 권유했다. 김일성은 허정숙의 건의에 대해 "남북연석회의를 앞두고 애국가를 보급했으면 하는 동무의 심정은 안다"며 "그러나 연석회의에 참석하는 대표들의 구성이 복잡하기 때문에 이를 잘 고려해야 한다"고 말했다. 당시 상황에서 애국가를 내놓는다는 것은 연석회의에 참석하는 남한 정치인들에게 통일적 중앙정부 수립을 주장해 온 북한의 주장에 의혹을 품게 할 가능성이 있다는 것이었다.
1948년 3월 북조선로동당 제2차 당 대회에서 당 중앙위원회 위원에 재선되었다. 1948년 4월부터 5월에는 평양에서 열린 전조선 제정당사회단체 대표자 연석회의(남북협상)에 연안파의 한 사람이자 38선 이북 측 여성단체 대표자의 한사람으로 참여하였다. 그해 6월 황해남도 해주에서 열린 제2차 전조선 제정당사회단체 대표자 연석회의에도 참석하였다.
1949년 6월 24일 남조선로동당과 북조선로동당이 통합하여 조선로동당이 출범하자 통합된 조선로동당의 중앙위원회 위원에 선출되었다. 1948년 6월 29일부터 7월 5일까지 해주에서 열린 제2차 전조선제정당사회단체 대표자 연석회의에서는 먼저 1차 협상의 성과를 재확인했다. 그에 따라 남북 총선거를 실시하고, '남북조선 대표자들로 조선 중앙정부를 수립할 것'이 결정되었다. 이 결정에 따라 북에서는 총선거를 통하여 조선최고인민회의 대의원을 선출하기로 하였다. 최고인민회의 대의원 총선거가 결정되자, 허정숙은 당시 여성들이 학력이 낮았으므로 투표에 불참할 것을 염려하여, 여성들의 민주적 선거 참여를 호소, 독려하였다.

#### 조선민주주의인민공화국에서의 활동

##### 북조선 정부 수립

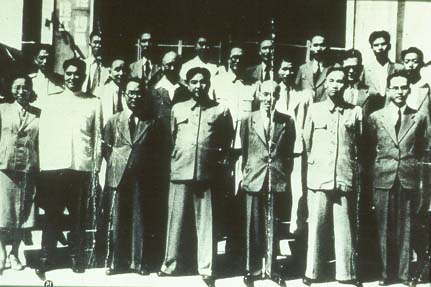
1948년 9월. 조선민주주의인민공화국 초대 내각, 허정숙 (첫째 줄 왼쪽 끝)

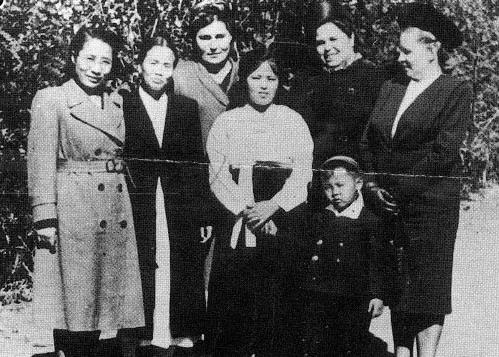
1948년 11월 평양 주둔 소련군 철수 직전 조선민주주의인민공화국 주석 김일성 부인 김정숙(가운데), 장남 김정일(당시 6세), 허정숙 문화선전성상, 박정애 북로당 중앙상무위원 겸 부녀부장(왼쪽 첫 번째와 두 번째)등 여성 지도자들과 소련군 고위장성 부인들의 석별 기념촬영

1948년 8월 25일 최고인민회의 제1기 대의원 선거에 당선되어 최고인민회의 제1기 대의원이 되었다. 1948년 9월 9일 조선민주주의인민공화국 정부 수립에 참여하였다. 조선민주주의인민공화국 정부 수립 후 내각 문화선전성상에 임명되었다. 허정숙이 문화선전상으로 전직되자 이상조가 중앙당 간부부장직을 인수인계하였다. 문화선전상과 동시에 보건성 부상을 겸직하였다.
10월 4일 북조선민전 제33차 중앙위원회 개최, 소군 환송준비 중앙위원회가 조직되자, 허정숙은 소련군 환송준비 중앙위원회 위원장이 되어, 11월의 소련군 환송 행사를 주관하였다. 1948년말 보건상을 겸직하기도 했다.

##### 한국 전쟁
1949년 2월 소련을 방문하고 돌아왔다. 김일성을 대표로 한 북한 초대 각료들은 1949년 2월 소련을 방문, 경제와 문화 분야 전반의 협력관계를 구축한다. 부수상 홍명희, 박헌영, 문화선전상 허정숙 등이 포함됐다. 일행은 차이콥스키 음악당에서 소련국립무용단의 공연을 보고 그날 밤에는 박헌영의 장녀가 추는 몽고식 무용을 즐기기도 했다. 1949년 9월 보건상에서 해임되고, 문화선전상 겸 보건성 부상직은 유임되었다.
1949년 조국통일민주주의전선 중앙위원을 겸하였다. 1950년 1월 조선인민군 창군 2주년 기념사에서 허정숙은 "두 갈래의 투쟁을 전개해야 한다고 말했다. 하나는 북한에서의 ‘민족 건설의 투쟁’이고 다른 하나는 남한에서의 ‘민족구원을 위한 무장 저항전쟁’인데, 양자 모두는 ‘강고하고 상설적인 인민군과 경찰 및 자위대’를 필요로 한다"고 주장했다. 허정숙에 의하면 강력한 군대는 민족 독립의 기반이었던 것이었다.

##### 한국 전쟁 전후
1950년 6월 25일 한국 전쟁이 발발하자 6월 28일 서울로 내려와 리승엽 등과 서울에 체류하며 KBS 방송국을 점령하고 선전, 홍보, 문화 활동과 각종 홍보물 인쇄, 방송을 지휘하였다. 그러나 그해 9월 15일 맥아더의 인천 상륙 작전 이후 인민군이 밀리기 시작하자 월북하였다. 그해 10월 12일에 평안남도 덕천을 거쳐, 임시수도인 강계까지 가는 일이 생겼으나, 12월 6일에 인민군이 평양을 탈환하면서 다시 내려왔다.
한편 화가 김관호 일가의 생계를 지원하고, 김일성에게 그를 소개하기도 했다. 전쟁 이후 살림이 어려워진 화가 김관호 일가는 제자 최연해의 소개로 당시 선전상이던 허정숙을 만났고, 허정숙의 주선으로 55년 5월께 김관호는 김일성 주석을 보게 된다. 그를 `민족주의자'라 부르며 조선을 위해 많은 그림을 그려달라는 김 주석의 부탁을 받은 김관호는 다시 붓을 들었다. 그는 인천 상륙 작전 이후 퇴각하는 북한군을 따라 다시 북으로 되돌아갔다.

##### 내각 사법상과 최고재판소장
1953년 9월 소련을 방문하는 김일성을 수행하여 모스크바를 다녀왔다.
1956년 4월의 조선로동당 당대회에서 당 중앙위원회 위원에 선출되었다. 1957년 5월 대외문화연락위원회 위원장이 되었다. 1957년 8월 3일 사법성상에 임명되고 같은 달 최고인민회의 대의원 선거에 재선되었다. 12월 조국통일민주주의전선 중앙위원에 선출되고, 1958년 5월 평화옹호 전국민족위원회 중앙위원회 상무위원에 선출되었다.
1958년 5월에는 제1차 5개년 인민경제계획이 추진되자 원조 요청차 파견된 최고인민회의 대의원으로 조선인민대표단 단장에 임명되어 동독, 폴란드, 헝가리, 소련을 방문하고 이듬해 귀국했다. 1958년 10월 동구 방문 중 조중친선협회 중앙위원회 상무위원에 임명되고, 1959년 12월 조선민주주의인민공화국 최고 헌법 재판소장에 임명되었다.

#### 연안파 숙청 이후
그녀는 연안파였다. 연안파 사건 이전부터 그는 최창익, 윤공흠 등과 선을 긋고 있었지만 그는 연안파로 분류되었다. 1959년 10월 29일 최고재판소 소장이 되었다. 1959년 법무상에 임명되었으나 1961년 숙청되었다. 그해 5월 13일 조국평화통일위원회(조평통)에 참여하여 조평통 부위원장이 되었다. 1961년 11월 24일 신병을 이유로 최고재판소 소장을 사퇴하였다. 그러나 찰스 암스트롱은 1961년에 그가 숙청되었다 고 보았다.
전 남편 최창익은 연안파 숙청때 몰락했으나, 허정숙은 최창익과의 관계를 끊고 김일성을 지지하면서 계속 권력의 중심에 머물렀다. 연안파와 종파 사건 등으로 일시적으로 반당종파분자로 몰려 정계에서 물러나 협동농장에서 갔다가 다시 복귀, 1965년 9월 조선민주여성동맹 중앙위원회 부위원장이 되고, 조국통일민주주의전선(조국전선)의 서기국장이 되었다. 9월 최고재판소 소장에 복직하였다.
1972년 최고인민회의 부의장 겸 최고인민회의 상설회의 부의장, 그해 12월 12일 제5기 최고인민회의 대의원 선거에 당선되어 제5기 최고인민회의 대의원이 되고, 최고인민회의 상설회의 부의장에 재선되었으며, 제5기 최고인민회의 상임위원회 위원의 한사람에 선발되었다. 1981년 조선로동당 중앙위원회 정치국 비서 등에 선임되었다.

### 생애 후반

#### 남북적십자 회담 전후
1971년 9월 20일 남북적십자회담 1차 예비회담에 조선민주주의인민공화국측 대표로 참여하였다.
1972년 8월 남북적십자회담 본회담에도 참석하였다. 본회담 당시 그는 평양을 온 서영훈, 송건호 일행을 만났다. 허정숙은 환영파티에 나가 남한측 대표단을 직접 접견하였다. 환영파티에서 송건호가 앉아 있던 테이블에 웬 그가 앉아 있었다. 그는 은근히 서영훈에게 “소감이 어떻소”라 묻자 송건호가 “평양도 많이 발전했고 서울도 발전했는데 전쟁이 다시는 일어나지 않아야 한다”고 했다.
그는 “더 말할 나위가 없지요. 한국전쟁을 우리가 한 겁니까. 외세에 의해서 한 거지”라고 하는 것이었다. 그때 대표단원 서영훈 옆에 앉아있던 동아일보 주필 송건호(宋建鎬)는 자기를 상대하고 있던 북쪽 대표에게 저 분이 누구냐고 물었더니 허정숙 여사라고 했다.
이때 송건호는 큰 소리로 “나는 동아일보 주필 송건호라고 하는데 선생님 동생을 내가 잘 알고 친합니다”라고 친근감을 표시했다. 그러자 허정숙은 “그래요”라고 한마디 하더니 입을 다물고 굳은 표정이 되었다. 후일 서영훈은 이를 '송건호의 실수였다.'라고 평하기도 했다. 그의 여동생은 북한 체제가 싫다고 1.4 후퇴 때 남하했던 것이었다.
1972년 7월 조국통일민주주의전선 중앙위원회 서기국장에 재선임되었다. 이후 제6대, 7대 최고인민회의 대의원에 피선되었다.

#### 최고인민회의 대의원
1977년 11월 11일 제6기 최고인민회의 대의원 선거에 입후보, 최고인민회의 제6기 대의원에 선거되었다. 제6기 최고인민회의 상임위원회 위원에도 재선되고, 최고인민회의 상설회의 부의장에도 재선되었다. 1978년 8월부터 1991년 6월까지 계속 조국통일민주주의전선 의장을 맡아보았다. 1980년 조국평화통일위원회(조평통) 부위원장이 되고, 1980년 10월 조선로동당 당대회에서 조선로동당 중앙위원회 위원에 선출되었다. 1981년 조국통일민주주의전선 서기국장과 정무원 부총리에 피선되고, 1981년 4월에는 북한을 방문한 시리아인민의회대표단을 접견하였다. 1981년 11월 조선로동당 정치국원과 비서국원에 겸임되고, 당 중앙위원회 비서에 선출되었다.
1982년 2월 최고인민회의 상설회의 부의장직을 사퇴하였고, 2월 28일 제7기 최고인민회의 대의원 선거에 당선, 최고인민회의 제7기 대의원에 선출되었다. 이어 제7기 최고인민회의 상임위원회 위원에 재선되었다. 1984년 부총리직을 사퇴하였다.
1984년 조국통일민주주의전선 중앙위원회 의장에 임명되었다. 또한 1980년부터 1989년까지 조국평화통일위원회 부위원장, 조선해외동포원호위원회 위원장에도 선출되었다. 1986년 11월 2일 제8기 최고인민회의 대의원 선거에 당선, 최고인민회의 제8기 대의원이 되었다. 또한 조선로동당 중앙위원회 정치국 비서에 재선되고, 조선민주여성동맹 대표단장에도 선출되었다.

#### 최후
허정숙의 여동생으로 한국 전쟁 때 월남한 허근욱의 자전적 소설 《내가 설 땅은 어디냐》(1961)과 이 책의 후편인《흰 벽 검은 벽》(1963)은 허헌과 허정숙, 허근욱 부녀에 얽힌 가족사를 소재로 하고 있다. 1989년 조선해외동포원호위원회 위원장에 재임명되었다. 1990년 4월 최고인민회의 대의원 선거에는 불출마하였다. 그러나 조평통과 조국전선 부위원장직과 당 정치국원, 비서국원의 직책은 보유한채 활동을 계속하였다. 1990년 12월의 조선로동당 당 대회에서도 다시 조선로동당 중앙위원회 위원으로 선출되었다.
오랜 병환 끝에 1991년 6월 5일 오후 3시 20분 평양에서 사망했다. 저서로 《은혜로운 사랑 속에서》(1981), 《민주건국의 나날에》(1986), 《위대한 사랑의 력사를 되새기며》(1989) 등이 있다. 북한은 로동당, 중앙인민위, 정무원 공동명의로 발표한 부고를 발표하고, 부주석 이종옥을 위원장으로 하여 박성철 부주석, 연형묵 총리, 김영남 외무부장, 계응태 조선로동당 당비서 등 모두 31명으로 장의위원회를 구성했으며 6월 7일 국장으로 거행하였다. 사망 당시 그는 조평통 부위원장, 조국전선중앙위 의장, 해외동포원호위원장 등의 직책을 보유하고 있었다. 당시 그의 나이 향년 89세였다.

### 사후
1991년 6월 7일 오전부터 평양에서 조선민주주의인민공화국 국장으로 7일장이 거행하였으며 평양방송을 통해 생중계되었다. 시신은 국장으로 거행된 뒤 평양 신미리 애국렬사릉에 안장되었다. 1990년 8월 15일 조선민주주의인민공화국에서 조국통일상이 추서되었다.
초기 공산주의 사상가이며 조봉암, 서상일 등과 함께 1950년대의 진보 정당 운동을 하던 장건상 조차도 그를 '허정숙은 말하기 뭐한 존재'라며 비판하였다. 1990년대까지 허정숙은 해방 정국에 월북한 인물이었고, 사회주의자에 북한의 각료를 역임했으며, 자유 연애를 주장하여 대한민국 사회에서는 금기시되었다. 또한 한국 사회에서는 군사 정권 기간 중, 성을 금기시하였으므로 그의 성해방론, 연애 유희론은 심한 비판의 대상이 되어왔다.
2001년 일본의 여성전쟁인권학회에서 한국정신대문제대책협의회의 ‘전쟁과 여성인권센터’와의 공동 연구에서 한일 양국의 여성운동가에 대한 공동 보고서를 작성하면서 발굴, 언급되었다. 이후 2000년대 후반에 이르러 언급, 재조명되기 시작하였다.

## 저서
- 《은혜로운 사랑 속에서》(1981)
- 《민주건국의 나날에》(1986)
- 《위대한 사랑의 력사를 되새기며》(1989)

### 논문
- '여성해방은 경제적 독립이 근본'(1925)
- '국제부인데이의 의의와 여성운동'
- '부인 운동과 부인 문제 연구'

## 상훈
- 김일성 훈장
- 조국통일상(1991년)

## 가족 관계
그녀의 자녀들은 각각 아버지가 다르다. 최창익과의 사이에서 얻은 아들은 후일 아버지 최창익이 숙청되자 어머니인 허정숙의 성씨를 따라 허씨로 성을 바꿨다. 한때 대한민국 언론에서 허정숙의 이복동생인 허종(본명은 허종욱)과 그를 동일인물로 혼동하기도 했다.
- 증조부 : 허조(許租)
- 할아버지 : 허추(許抽)
  - 삼촌 : 허훈(許壎)
    - 사촌 동생 : 허철(許哲)
- 아버지 : 허헌(許憲, 1885년 6월 11일 - 1951년 8월)
- 어머니 : 정보영(鄭寶榮, 다른 이름은 정긍자(鄭兢子), 1884년 - 1932년)
  - 언니 : 허정희(許貞姬), 요절
- 계모 : 유덕희(柳德禧, 다른 이름은 유문식(柳文植), 1904년 음력 6월 15일 - ?)
  - 이복 여동생 : 허근욱(許槿旭, 1930년 3월 28일 ~ )
  - 이복 제부 : 박노문(朴魯文, 1922년 - ?, 다른 이름은 박수양(朴洙陽))
    - 이복 조카 : 박일규(朴一圭, 1952년 ~ , 무용가, 서울예전 교수)

  - 이복 여동생 : 허선욱(許善旭, 음악가·하프 연주자, 1935년 3월 1일 - )
  - 이복 동생 :
  - 이복 동생 : 허영욱(許暎旭, 1937년 2월 9일 - )
  - 이복 동생 : 허종욱(許鍾旭), 1939년 4월 29일 - )
  - 이복 동생 : 허성욱(許聖旭, 1942년 8월 2일 - 2013년 2월 10일)
  - 이복 동생 : 허기욱(許琦旭, 1946년 8월 - )
- 첫 번째 남편 : 임원근(林元根, 1899년 3월 4일 ~ 1963년 5월 18일), 1930년 이혼
  - 첫째 아들 : 임경한(처음 이름은 임표, 1924년 - ?)
- 두 번째 남편 : 송봉우(宋奉瑀, 1900년 - ?)
  - 둘째 아들 : 송길한(1926년 - 1932년)
- 정인 : 신일룡(辛日鎔, 1890년 ~ 1950년?)
  - 셋째 아들 : 신영한(1930년 5월 - ?)
- 세 번째 남편 : 최창익(崔昌益, 1896년 ~ 1957년 10월)
  - 아들 : 이름 미상(1942년 - ), 아버지 최창익이 숙청된 후 어머니를 따라 성을 허씨로 바꾸었다.
  - 아들 : 이름 미상
- 외할아버지 : 정종언

## 사상과 신념
그는 일반 여성들의 의식을 깨우치기 위해서 여성들도 인간으로서 개성과 감정을 가져야 한다고 주장하고 일생을 또한 그렇게 삶으로써 이론과 실천을 겸비해보인 특별한 여성으로, 한국의 콜론타이 또는 조선의 콜론타이라고 불렸다.

### 독립운동과 자립 노력
허정숙은 사회주의 운동과 여성 해방 운동이나 독립운동을 위한 자금을 자기 스스로 조달, 마련하였다. 허정숙은 일제강점기하 독립운동가 중에 독립 운동을 빙자하여 남의 돈과 재물을 약탈하는 더러운 자들이 있다고 거침없이 비판을 가하였다.
이러한 비판 만큼 그는 스스로 직업을 구하려고 노력하여 주변에 민폐를 끼치지 않으려 노력했다. 그는 가능한 한 직업활동을 병행함으로써 자신의 경제적 독립은 물론 운동 자금도 일정하게 해결하려는 의지가 있었다고 이해된다. 즉 신문 및 잡지사의 여기자, 칼럼니스트, 1932년 출옥 이후의 광선치료업 종사 등 다양한 직업 활동은 운동가, 사회인으로서의 그의 능력을 가늠케 한다.
그는 함경북도 명천군의 대 지주가문이었지만, 부득이한 경우를 제외하고는 아버지 허헌이나 가족에게 손을 벌리지 않았다.

### 여성운동의 비전 제시
허정숙은 교육의 중요성을 거듭 반복해서 역설하였다. 그는 1928년의 한 동아일보 칼럼에서 허정숙은 '무산계급에속한 전 한국여성은 한국인 전체가 가난한 사람이 되는 것과 같이 자기의 환경과 처지를 알도록 교양하여야 할 것이다.'라고 하여 교육과 계몽의 필요성을 역설했다. 그가 여성 운동과 독립 운동, 민족 운동의 비전으로 제시한 것은 바로 지식 교육과 정보 전달이었다.
허정숙은 정보를 소수가 독점하고, 소수가 공유하는 것이 일종의 계급사회를 만들고, 차별있는 사회를 만든다고 주장했다. 그리고 일부 지식인과 지배 계층에 의해 지식과 정보가 왜곡되고, 자기들 입맛에 맞지 않는 내용은 과감하게 삭제시키거나 소거하는 짓을 저지른다 하였다. 따라서 여성 개개인 나가서는 국민 개개인이 스스로 깨닭고, 각성하고 의심하지 않으면 언제든지 노예와 같은 상태로 빠지고 말 것이라고 경고하였다.
그는 '한국여성의 과거와 현재의 경제적 조건의 필연적 추세로 한국여성을 무산계급 여성운동화 하게만드는 것이다. 이에 응하여 여성 운동에 대한 방침과 방향을 세워 분투하게 된다.'고 하였다. 또한 어떠한 형태로든 여성의 계몽이 필요함을 역설했다. 물론 '근본적이 아니나 이현실에서 이 제도가 지지하여 가는 동안은 이 소극적 계몽운동이라도 계속 할 필요가 있을 줄 안다.'며 '우리 지도자의 더 철저한이론과심오한 연구가 더욱 필요함을 절실히 느낀다.'고 하였다. 허정숙은 여성운동에서 차지하는 여성교육과 계몽운동의 비중을 강조하고 여성 지도자의 연구 필요성을 역설하였다. 따라서 여성 운동 지도자들이 더욱 연구하고 분발함을 아끼지 말아야 한다고 거듭 강조했다.

### 기독교 비판과 종교관
허정숙은 기독교의 폐쇄성과 배타성을 오래도록 지적하기도 했다. 그리고 기독교인들의 미국 숭배를 비판하였다. 그에 의하면“우리는 종교인들의 신앙 생활을 반대하지 않습니다. 그런데 일부 기독교인들은 신앙생활을 한다고 하면서 미국놈을 하느님처럼 숭배하고 있습니다. 하느님을 믿을 바에야 조선의 하느님을 믿어야지…․”라고 하였다.
허정숙은 종교 간 갈등은 잘못이라고 지적하였다. 종교는 상호 존중해야 되는 것이라며“우리는 그가 어떤 종교를 믿든 간에 그가 지니고 있는 애국심의 깊이와 건국 사업에 어떻게 나서고 있는가를 먼저 보아야 합니다. 종교를 믿는다고 덮어놓고 색안경을 끼고 보거나 멀리하며 차별대우를 해서는 안 됩니다.”라고 하기도 했다.

### 여성 해방론
그는 봉건이래로 여자들은 남자와 집안의 부속물, 정략결혼의 거래물, 남자의 재산에 불과하였다며 여자의 권리를 스스로 찾아야 된다고 역설했다. 또한 부당한 현실에 순응하지 말고 솔직해지자고 주장하였다.
허정숙은 1925년에 발간된 <신여성> 12월호에서 "지나간 날의 미지근한 감정을 내어버리고 정열 있고 예민한 감정의 주인공의 되어 자기 개성을 살릴 줄 아는 여성이 되자"며 자신을 둘러싼 환경을 인식하고 자신의 인간적 권위를 확보하려고 할 때 비로소 인간다워 질 수 있다고 말했다. 전근대적인 억압 속에 묶여있던 "조선 여성들의 감정을 북돋우자!"고 하였다. 또한 그는 여자도 인간이며 여자의 권리를 찾기 위해서는 여자의 경제적 독립이 우선이라 주장하였다.
1928년 동아일보에 발표했던 논문 <부인운동과 부인문제 연구>에도 조선여성이 가혹한 대우를 받아왔음을 역설한다.
| “ | 조선여성은 인류의 역사 중에서 가장 가혹한 역사를 가진 인간일 것이다. 구미 각국의 여성은... 문명의 혜택과... 교육이 고등한 까닭으로... 남녀가 대등한 입장에 서 있다고 볼 수 있다. 그러나 조선의 여성은 고루한 관습과 제도의 영향으로 전무교육상태에 있고... 현재 조선여성의 대다수가 무교육자인 가정부인이며... 대부분이 경제상으로 무산계급에 속한 여성이다... 조선여성에게는 개성의 자유나 인격의 대등은 아직 발생되지 아니하였다. | ” |

당시 조선 여성의 열악한 삶을 계급적 잣대로 본 그는 여성운동의 방향이 무산계급의 차원에서 전개돼야 한다고 주장했다. 민족해방과 계급해방, 여성해방은 서로 함께 맞물려있다는 것으로 해석했다. 이는 그 당시 사회주의 계열 여성운동가들이 항일투쟁에 나선 이유이기도 하다.
| “ | 우월권을 가진 남성으로부터 인격을 유린당하는 것은 신여성이나 구여성이나 마찬가지다. 여성을 억압하는 사회를 변화시키기 위해 싸우는 여성은 가사를 돌볼 수 없거나, 가사를 돌보기 위해서는 사회운동에 참여할 수 없게 되는 자가당착에 빠지지만 여성의 진정한 해방, 이성간의 사랑, 생활의 안정, 가정의 문제, 직업과 일에서 여성이 갖는 근본적 고통을 해결할 열쇠가 필요하다. | ” |

그는 여성의 해방과 자립을 주장하였다. 허정숙은 늘 여자도 남자와 동일한 조건에서 활동해야 함을 역설하였다. 여자라는 이유로 특혜를 받거나 남자라는 이유로 불이익을 준다면 남자들이 승복하지 않을 것이니, 도리어 여자라는 이유로 특혜나 배려를 요구한다면 이제까지 공을 들인 여성의 권리 향상 운동이 물거품이 될 수 있음을 지적했다. 허정숙의 칼럼과 논고들은 일본어로도 번역되어 일본에도 소개되었다. 그의 활동은 그의 자유로운 연애 편력과 함께 조선은 물론 일본 지식인 사이에서도 회자화되었다.

### 여성 해방 운동과 여성의 직업 참여론

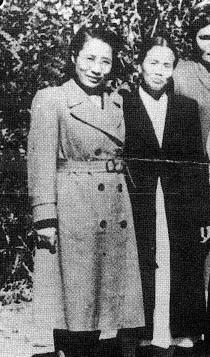
허정숙과 박정애

허정숙은 여성 해방의 방법으로 경제력을 제시했다. 여성이 가정과 사회로부터 독립, 해방되려면 경제적 독립과 정신적 독립이 필요하다고 보고 1920년대, 1930년대 내내 강연 활동과 계몽 활동, 여성의 직업 참여를 호소했다. 그리고 여자라는 이유로 특혜를 바랄 것이 아니라 남자들과 같은 환경, 같은 조건에서 일해야 된다고 역설하였다.
허정숙은 "여성이라는 것은 오래 예전부터 구속과 압박 밑에서 자유 없이, 오직 노예의 생활을 하고 지나왔습니다. 가정이라는 지옥 속에서 남편의 노예, 부모의 노예, 자식의 노예, 예의도덕의 노예, 가사노동의 노예, 경제의 노예로써 이중 삼중의 노예로 있던 것은 (지금까지의) 사실이 웅변으로 증명"한가도 하였다. 그리고 이같은 문제를 해결하기 위하여는 근본문제 해결이라는 수단을 써야 한다고 하였다. 여성의 해방, 사랑, 생활, 가정, 사업의 모든 문제가 이에 달려있다는 것이다.
허정숙은 여자가 남자로부터 해방되려면 경제력에서 해방되어야 한다고 보았다. 그는 여성 해방의 이론적 무기로서 사회주의를 적극 수용했고, 부인의 지위가 열악한 이유에 대해 “경제적으로 자본주의자인 남성에게 노예가 되었고, 성적으로 남편에게 구속을 받고 있는 이중의 쇠사슬에 얽매여 있기 때문”이라고 하였다. 이에 따라 여자들도 노동에 참여하고, 여자들도 직업을 갖고 자기 생계를 꾸려나갈 것을 호소했다. 또한 남자와 동일한 조건에서 견뎌낼 것을 호소했다. 그는 여자도 남자와 같은 환경에서, 같은 조건에서 여자들도 견딜 수 있고, 견뎌내야 된다고 주장하였다.
그는 여자도 남자와 같이 두 손, 두 발이 있는데 견디지 못할 이유가 없다며, 남자가 할 수 있는 일은 여자도 해야 된다고 호소하였다. 여자라는 이유로 특혜를 바란다면 그만큼 여자들의 몫, 여자들의 입지와 권리는 줄어들 것이라고 하였다.
허정숙은 '가정이라는 지옥'이라고 주장, 가정과 가족을 하나의 지옥으로 인식하였다. 여성에게도 수많은 가사노동의 스트레스를 제공하고, 남성에게도 가족을 부양해야 된다는 의무감과 고통을 짊어지게 했으며, 자녀들에게도 공부 등 학업의 스트레스를 주는 억압과 압제의 굴레라고 보았다. 보수적인 성리학자들은 이를 꼬투리 잡아 그가 사회를 분란에 빠뜨리려 한다며 맹공격을 가하였다.
허정숙은 특히 봉건적 가부장제 아래에서 '가정노예'로 신음하고 있는 다수의 농촌 여성들에 주목했다. 그는 당시까지도 각종 가사노동과 농사, 제사, 명절에 시달리는 농촌 여성들의 참상을 거듭 지적했다. 또한 농촌 여성 야학당의 설치를 주장하여 무지로부터 여성을 해방시켜야 된다고 역설하였다. 농촌 여성들은 가정 노예로 신음하고 있고, 또 가정 폭력에도 속수무책으로 시달리는 이유로 도시 여성보다 무식하고 무지함이 원인이라 봤다. 이러한 현실을 타개하기 위해 허정숙은 여성들에게 “이중노예를 만드는 우리의 환경에 반역하자”고 역설하는 한편, 근우회 등의 여성운동 조직에서 정열적으로 활동했다. 이어 농촌 지역의 여자 야학당 신설 운동과 기존 야학당에 여자 학생들을 수용하는 운동을 전개해 나갔다.

#### 가정, 가족주의 이데올로기 비판
허정숙은 가정이 여성의 행복을 보장하지 않는다고 하였다. 또한 남성에게도 반드시 행복을 보장한다는 법은 없다고 하였다. 그는 모든 것을 가족에게 투자하고 '자신의 욕망을 근원적으로 포기하고 가족을 위해 우직하게 헌신했던' 어머니의 모습을 보며 허정숙은 '이 사회에서 여성으로 살아간다는 것'의 의미에 대해 고민하기 시작했다. 훗날 그는 과연 가족과 가정이 인간의 행복한 삶을 보장하는지 의심스럽다고 하였다.
1925년 11월의 신여성지에서 허정숙은 여성들이 가정, 가족의 노예라고 주장했다. '가정이라는 지옥 속에서 남편의 노예, 부모의 노예, 자식의 노예, 예의도덕의 노예, 가사노동의 노예, 경제의 노예로써 이중 삼중의 노예로 있던 것은 (지금까지의) 사실이 웅변으로 증명'한다고 역설하였다. 그는 여자가 식모살이 하기 위해 태어났느냐, 여자는 매춘, 창녀가 되기 위해 태어났느냐며 비판했다. 허정숙은 또, 결혼은 합법적인 성매매, 합법적인 매춘행위에 불과하다며 비판을 가하였다.
허정숙은 가정이 안락한 휴식처, 쉼터가 아니라 여자를 옭아매는 하나의 족쇄라고 주장하였다. 그는 가족이 지옥인 이유로 설날과 한식, 추석 등의 명절에 여자는 각종 음식과 잡일을 하는데 동원되어 쉴 수 없음을 지적하였다. 또한 명절날 여성은 '성격이 이상한 가족, 친척들의 수발과 비위를 맞춰야 되는 이중, 삼중의 고통도 감내해야 된다'는 점을 지적했다. 또한 가정이 여자를 '예의도덕의 노예, 가사노동의 노예, 경제의 노예'로 만들어 비참한 상태로 몰고간다고 했다.
허정숙은 가정이 여성에게만 지옥이 아니라고 주장했다. 가정은 여자, 남자, 그리고 어린아이, 젊은이에게도 지옥과 같은 곳이 되어가고 있다고 지적했다. 많은 여성들이 지옥과도 같은 가정, 가족의 울타리 안에서 자기 인생의 가치를 찾지 못하고, 자식에게 과도하게 집착하여 자식들의 인생까지 망치는 악순환이 반복된다고 지적하였다. 허정숙은 내 인생의 주인공은 나다, 자기 삶의 주체는 자기 자신임을 잊지 말아야 한다고 역설하였다.
그리고 허정숙은 현재의 가족 제도, 가부장제 하에서는 남자들도 불행하다는 것을 주장했다. 남성이 가장, 가부장으로서 가족의 생계를 꾸려나가야 되기 때문에 남성들에게는 취직해야 된다, 좋은 직업을 골라야 된다, 재산이 있어야 한다는 강박관념과 부담감을 안겨주고 있다고 비판했다. 그는 가족과 가정이 개인의 행복을 보장한다는 것은 근거가 없는 환상이라 주장하였다.

#### 결혼 제도에 대한 비판
허정숙은 강연과 칼럼, 연설을 통해 '결혼은 하고 싶으면 하고, 하기 싫으면 하지 않아야 된다. 그리고 쉽게 이혼하고 결혼할 수 있어야 한다'고 부르짖었다. 그는 결혼을 강요하고 가정, 가족이 정답인 것처럼 강요하는 것은 폭력이라고 규정했다. 여러 강연에서 허정숙은 조선 정부나 일제 정부가 가정과 가족을 강조하는 것은, 국민들을 노예화, 세뇌화 시켜서 저항하기 힘들게 만들려는 고도의 술책에 불과하다는 것이다. 허정숙은 가정, 가족 이전에 여기에 내가 있다, 나 자신이 있다는 것을 잊지 말아야 한다고 역설하였다.
허정숙은 결혼은 그냥 합법적인 성매매, 합법적인 매춘행위에 불과하다는 비판도 공공연히 가하였다. 결혼을 합법적인 매춘에 불과하다고 지적하자, 인륜지 대사를 모독한다며 유교 사상가와 기독교 계열의 심한 맹공격과 인신비방에 시달려야 했다. 그럼에도 허정숙은 결혼에 대한 비판을 후회하거나 멈추지 않았다.
그는 결혼은 하고 싶으면 하고, 하기 싫으면 하지 않아야 된다. 그리고 쉽게 이혼하고 결혼할 수 있어야 한다고 역설했다. 결혼과 가정은 정답이 아니며, 오직 기득권층과 상류층의 노예를 불리기 위해서 상류층과 기득권자들이 프로파간다를 하는 것에 지나지 않는다며 세뇌되지 말자고 주장했다. 결혼, 가정이 행복이라는 것은 억지라고 주장하였다.
결혼이 상류층과 지배 계층이 피지배계층을 억압, 통치하기 위한 족쇄라는 근거로 허정숙은 결혼은 신분, 계층끼리 끼리끼리 결혼하려 한다는 점, 하층민의 여성이 하층민 남성을 외면하고 자기보다 소득이나 수준이 나은 남자와 결혼하려 하는 것, 만 20세가 넘은 개인의 결혼에 부모와 가족이 지나치게 개입하고 끼어드는 것을 예로 들었다.
결혼제도가 폐지되면 남자 한 사람이 여러 첩을 거느리게 되지 않느냐 라는 반론이 나오자 허정숙은 결혼은 반드시 할 필요가 없다, 남이야 첩을 열 명을 거느리든, 백 명을 거느리든, 남이 남자 첩을 수십 명을 거느리든, 하렘을 하든 무슨 관련이 있느냐며 반박하였다. 허정숙은 결혼 제도가 유지되어야만이 남자 한 사람이 한 사람의 여자와 결혼할 수 있다는 생각이야 말로, 지배층과 상류층이 결혼제도를 이용해서 피지배층, 하층민을 통제하고, 가둬두고, 족쇄를 채우기 위한 아주 그럴싸한 명분이라고 지적하였다. 그는 배운 사람, 젊은 사람들이 결혼에 대한 환상에서 빨리 깨어날 것, 벗어날 것을 역설하였다.

#### 여성의 경제적 독립론
허정숙은 1920년대 초부터 여성의 경제적 자립을 주장했다. 경제적 자립을 위해 그는 여자들도 남자들과 동등한 조건에서 직장에 나가 일을 할 것을 요구했다. 간단하고 쉬운 일만 하려 들지 말고, 남성들과 같이 노동도 하고, 거친 일도 하라는 것이었다. 여자도 한 사람의 인간이고 신체가 존재하는데 남자가 하는 일을 왜 여자들은 하지 못하느냐고 주장했다.
1928년 벽두에는 동아일보에 '부인운동과 부인문제 연구'를 연재 발표하였다. 1회 '한국여성 지위는 특수'에서 그는 여성운동을 일반 사회운동 속의 하나의 특수한 운동으로 규정하면서, 그 역사적 전개 과정을 고찰하였다. 그에 의하면 '즉 원시시대의 남녀평등관계가 무산자 계급과 마찬가지로 여성이 경제적인 종속 관계로 전락하고 특히 오랜 여성의 유폐생활로, 여성이 현재와 같은 비참한 생활로 떨어졋음을 갈파하였다. 그는 남자들에게 경제적으로 의존하지 말고 여자들도 당당하게 나설 것을 요구하였다.
| “ | 산업혁명 이후 언제나 생산품이 생산자 자신인 노동자에게 귀의하는 시대가 오기 전까지는 진정한 의미의 경제적 독립은 없는 것이다. ...(이하 중략)... 이상의 제3계급 여성운동은 전 여성계급의 대다수를 점령한 무산계급 여성문제를 해결치 못한 것이오, 또 미래로도 할 수 없을 것이다. 이 운동이 이와 같이 보편적이 아닌 유산계급에국한한 운동에 지나지 않았다. 간혹 노동여성운동 등이 있다 하나 이것은 객관적 노동여성운동이오, 노동여성을 본의로 한 및 그들의 이익을 위한 운동이 아니었다. 이것이 비로소 제4계급 여성운동이 궐기한 초점이다. ...(이하 중략)... 이에 우리도 한국 여성계와 여성운동을 살펴보자. 한국의 여성도 이중 삼중의 종속과 압제하에서 경제적으로 노예요, 사회적으로 생명 없는 생활을 거듭한 것은 다시 새삼스럽게 논거할 필요가 없는바이다. | ” |
|   | — 동아일보 1928년 1월 3일자 |   |

| “ | 한국 여성은 고루한 관습과 제도의 희생으로 전무 교육상태에 있었었고, 사회와 십중, 이십중의 담으로서 단절, 1890년경부터 겨우 외국선교사의 개방으로 여자 교육이 실시되었을 뿐이다. 지금 대부분의 가정 부인이 무식계급이며, 경제적 독립을 한 여성은 극소수이고 나머지는 대부분 무산계급이다.극소수 지식인 계급의 직업 여성들 이외에 다수의 노동 여성은 사유재산 제도 몰락기의 일 상징인 경제적 파멸과 함께 가난에 몰리어 저급 대출의 희생을 당하고 있다. ...(이하 중략)... 빈궁과 아사로 협박을 받는 한국의 무산여성들은 외국의 노동여성보다 더 하층에 처하여 있다. 농촌 여성도 소작농이 대다수인 동시에 무산계급에 처하게 된 도회지의 유산계급 및 중산층 계급의 여성이나 노동 여성이나 농촌 여성이나 직업 여성 등이 다 같이 경제적으로 또는 성적으로 이중 삼중의 노예관계에 있다. ...(이하 중략)... 한국여성에게는 개성의 자유나 인격의 대등은 아직 발생되지 아니하였다. 세계의 무산계급에 속한 여성은 그들의 교양과 사회적 관계가 오로지 그들로 하여금 계급의식 촉진에 노력하여 그 실행에 전력하고 있다. | ” |

그는 한국 여성을 계급적으로 파악, 무산계급의 여성들의 의식화를 촉구하며 여성문제의 본질을 구명하고 있다. 그는 재산이나 토지의 유무 만큼 지식의 여부, 배움의 유무 여부도 신분을 나누는 기준이라 봤다. 그러나 그는 여성이 일방적인 피해자라는 관점에는 반대하였다. 여성이 경제력을 쥐고 남성을 조종할 수도 있다고 봤기 때문이었다.

### 자유 연애론
그는 자유롭게 연애하는 것을 허용해야 한다는 것과 여성에게도 성욕의 존재가 있다고 주장하였다. 허정숙은 남편 임원근이 감옥에 있는 동안 동지 송봉우와 사랑에 빠져 동거한 뒤 주위로부터 “정조관념이 희박하다”는 비난을 받았다. 그러나 허정숙은 “성적 해방과 경제적 해방이 극히 적은 조선여성에게 사회가 일방적으로 수절을 요구하는 것은 여성의 본능을 무시하는 허위”라며 반박했다. 그는 여성에게도 성적 욕구가 있고, 여성의 성욕 역시 식욕이나 수면욕과 같은 당연한 것으로서 하나의 취향으로 존중되어야 한다고 역설하였다.
허정숙은 사랑 없이도 섹스가 가능하다고 주장하였다. 그는 성욕 역시 식욕, 수면욕과 같은 인간의 기본권이라고 주장하였다. 이러한 기본권을 도덕의 잣대로 재단하는 것은 인간의 존엄성을 무시하는 폭력이라고 호소했다. 이러한 그의 견해는 남성 지식인과 성리학자들의 맹공격을 받는 빌미가 되었다.
여성에게만 정조를 요구하는 것이 부당하다는 항거를 넘어 여성도 ‘이것저것 맛 좀 보자’는 주장은, ‘애욕의 순례자’라는 비난을 여성들에게서 듣기도 했다. 그는 여자도 능력이 되면 이 남자, 저 남자와 자유롭게 어울리는 것이 뭐가 잘못이냐고 항변하였다.

### 자유 연애 운동
그녀는 자신의 정조론을 말과 글로써 풀기보다는 직접 실행으로 보여주었다. 그녀의 정조관은 인간생활에서 감정생활의 중요성을 인정하는 데서 출발한다. 그녀는 감정생활의 중요성을 솔직하게 표현하였다. 그녀는 결혼에 상관 없이 자유롭게 연애할 수 있어야 된다는 나혜석의 견해에 적극 지지를 보내기도 했다.
| “ | 사람은 물론 밥을 먹어야 사는 것이겠지만 밥보다 이상의 감정생활을 하지 않으면 안될 것이다. 과부는 구슬이 서말이라 하지만은 그 서말의 구슬에는 몇 섬의 눈물이 젖어 엉키고 여성이 백운청산의 정계(淨界)에서 팔복장삼을 들쳐입고 목탁을 두들기며 나무아미타불을 부르는 것이 퍽이나 고결하게 보이겠지만 남모르는 암야(暗夜)에 말 못하는 부처님의 귀를 붙잡고 키스를 하는지 누가 알랴? | ” |
|   | — 허정숙, 〈의식주만은 무걱정〉, 별건곤 1929년 2월호 |   |

그는 김일엽이 현실에 의연하게 대처하지 못하고 유교적 허위의식을 피해 법당으로 도피했다고 지적했다. 허정숙의 정조관은 콜론타이의 연애관을 그대로 따라 실행에 옮긴 것으로, 남녀간의 사랑은 사회 진보에 공헌하는 동지애적 사랑이며, 자각한 남녀의 사상적 결합이라 여겼다. 몸과 정신이 결합할 때, 그리고 정신과 육체가 결합할 때 완벽한 합일을 이뤄낼 수 있다고 보았다.
동거하던 송봉우가 공산주의 사건으로 검거된 후 전향하자 그와의 관계를 청산한다. 최창익과 함께 중국으로 떠날 때도 사회주의 운동의 새로운 활로를 찾아 동지애적 결합으로 떠난 것으로 볼 수 있다.
그녀는 또한 연애는 개인사라는 원칙을 철저히 지켰다. 그러므로 그녀는 매력을 느낀 때 서로 육체적으로 결합하는 것은 자유였지만, 그것으로 인해 자신의 일차적인 임무로 규정했던 사회주의 운동에는 장애를 주지 않았다. 그녀는 공적인 일과 사적인 일을 적절하게 구분할 수 있었다.

### 섹스와 사랑 무관론
1930년대에 그는 '연애 유희론'을 주장하였다. 허정숙은 성적 만족을 위해서라면 정신적인 사랑 없이 육체적 결합이 가능하다고 밝혔다. 허정숙은 정신적 사랑이 없어도 육체적 결합이 가능하다는 연애유희론을 직접 실천에 옮기기도 했다. 사랑이 없이도 성관계는 가능했으며 사랑해야만 성관계를 가져야 된다, 결혼을 해야만 성관계를 가질 수 있다는 것은 망상이자 폭력이며 독선이라고 지적했다.
그는 성과 사랑은 별개의 문제라고 하였다. 남녀간의 섹스와 사랑은 관련이 없으며, 사랑이 없이도 섹스가 가능하다는 견해를 펼쳤다. 1920년대부터 허정숙은 각종 강연 활동과 동아일보나 조선일보, 매일신보 등에 칼럼과 논선을 통해 이러한 견해를 밝히기도 했다. 일부 낭만주의자와 연애지상주의자들의 비판에 대해 그는 사랑 없이도 성관계를 갖는 것과 결혼, 매춘 등을 근거로 제시했다. 또한 자녀를 버리고 떠난다는 개념에 대해서도 반박하였다. 부모 개인의 성적인 유희는 자녀와는 무관하며 성적 유희를 즐긴다고 하여 자녀를 버리는 것은 아니라고 반박했다.
성적 만족을 위해서라면 정신적인 사랑 없이 육체적 결합이 가능하다고 주장하였다. 정분이 없이도 성교가 가능하며 성관계는 일종의 오락 내지는 친밀행위에 지나지 않는다고 보았다. 그러나 이는 보수적인 유학자들 외에도 남성 지식인과 기독교계열의 반발을 불러왔다.

### 정조 무용론
허정숙은 붉은 연애론과 함께 정조란 소용없는 것이라는 정조 무용론을 주장하였다. 그는 동지적인 관계, '동지애 연애'를 가장 좋은 연애라고 여겼다. 허정숙은 특히 여러 번 결혼한 것으로 유명하였다. 그리고 여러 번 자유롭게 연애한 것으로도 유명하였다.
봉건시대의 정조관념을 그대로 가지고 있어야 한다는 것은 허정숙에게는 무리한 주문이라는 풍문 도 있었다. 뉴스에는 "정조관념이 희박한 허정숙 여사"라고 비난하는 기사들이 실릴 정도였다. 그러나 허정숙은 이러한 비판에 연연하지 않았다. 허정숙을 비롯하여 주세죽, 정종명 등은 민족해방운동을 하며 동료로 만나 연애를 했으며 봉건적인 정조관념에 얽매이지 않았다.
한편 허정숙은 "정조관념이 희박한 허정숙 여사", "정조관념이 희박하다"는 비난에 대해 정조가 무어냐며 왜 남자들이 만든 틀 안에 여자를 가두고 감금하느냐며 반박하였다. 그는 정조와 절개는 무의미한 것이며 원할 때 하는 것이 자연스러운 것이라 역설하였다.

### 조선 교육 비판
그는 조선의 교육은 인위적이고 위선적인 도덕, 윤리를 강요하여 여자의 자유를 침해하고, 여자들을 사회에서 도태시킨다고 비판했다. 또한 허울좋은 도덕, 예의, 윤리의 명분으로 인간의 자유 의지를 방해하고 억압한다고 비판하였다. 이는 조선총독부 일제의 교육이든 조선인의 교육이든 가릴 것 없다며 그는 조선의 교육을 불신하였다. 또한 배운 지식인 여성이 실천하지 않는 것에 대해서도 심한 환멸과 비판을 가하였다.
| “ | 여성은 점차 도태되어간다. 오늘날의 모든 현실이 여성을 도태되어가는 그것만 나타낸다. 우리가 매일 신문지상을 통하여 보면 여성은 날마다 매매되어가고 타락의 구렁으로 팔려간다. 오늘 사회의 모든 것이 도태되지 않고, 도태되어 있지 않음이 없으되 여성같이 극단의 비운에 빠져 들어가는 것이 없다. 문화가 발달되고 교육의 시설이 증진되었다고 하는 오늘에 있어 오히려 여성이 더 타락의 구렁으로 몸을 팔고 또 팔리우고 유감되어 들어가서 자기미, 자기의 개성을 OO하는 것은 그 무슨 까닭인가. 표현에 나타나는 것만으로 보면 여성학이 늘어가고 졸업생이 많아 간다. 그런데 왜 여성의 대부분은 처참 곤멸의 구렁으로 기어들어가는가. (생략) 이것이 우리 여성이 눈을 크게 뜨고 살펴볼 것의 최중대한 한 가지다. 여성인 사람이 사람에게 팔린다. 사회에 팔린다. 타락된다. 우리 여성! 아! 도태되어가는 여성의 무리를 잘 보자. 또 자신을 보자. 그리고 곧 우리는 여기서 반성이 있자. 일어나자. 이것이 우리 여성의 살 길이다. | ” |

그는 칼럼과 기고를 통해 여성교육의 실질적인 역할을 담당해왔던 기독교 여학교의 여성교육 방침을 신랄하게 비판하였다. 허정숙은 기독교 학교의 여성 교육이 여성 교육 개화에 큰 공적이 있음을 인정하면서도, 그것이 궁극적으로 목표로 하고 있는 종교적 신념이 현재 조선의 여성들에게는 절실하지 못한 것임을 신랄하게 비판하였다. 그는 조선 여성들에게 필요한 것은 신앙이 아니라 자유, 자기 권리를 자각하는 것이라고 역설하였다.
허정숙은 조선의 교육에 대해 극단의 환멸을 드러내기도 했다. 그는 한국의 교육이 스스로 생각하고 정답을 찾아나가는 것, 학자로서의 자세를 가르치지 않고 정답을 정해놓고 강요하는 수준에 불과하다며 이런 사회에서는 여성 뿐만이 아니라 남성 중에서도 우수한 인재가 나올 수 없음을 지적했다.

### 인습에 대한 저항
허정숙은 금욕, 순종 따위의 전통적 여성의 미덕들로부터 스스로 거리를 두었다. 그는 어떤 사상이나 어떤 특정한 사상이 진리나 정답은 아니라며 하나의 틀에 인간을 가두는 것은 정신적인 학대이자 폭력에 불과하다고 주장했다.
아버지 허헌의 뜻에 의해 일본 고베 신학교로 유학을 갔다가 수녀원 같은 생활을 견디지 못해 중도에 뛰쳐나왔던 것도 그런 맥락에서였다. 그는 기존의 질서나 규범이 무조건 옳은 것인가에 대해 끊임없이 질문하였다. 허정숙은 남들이 옳다 하여 그것이 무조건 옳은 것이 아니며, 남들이 좋다 하여 그것이 반드시 나에게도 좋은 것은 아니라고 지적했다.
주변의 눈치를 두려워할 것이 아니라 나에게 맞는 것을 내가 스스로 찾아야 한다고 역설했다. 나에게 맞는 것은 내가 스스로 찾아가야지 아무도 가르쳐주지 않는다고 역설했다. 허정숙은 진화론의 신봉자이기도 했는데, 찰스 다윈의 종의 기원이나 라마르크의 용불용설을 설명하며, 나에게 맞는 것은 내가 스스로 찾아야 한다고 주장했다. 주변의 환경에 적응하지 못하면 도태되는 것은 자기 자신일 뿐이라고 언급하였다.
그는 변화를 두려워하지 말고 담담하게 받아들이라고 주장했다. 변화 초기에는 누구나 다 혼란스러운 법이지만 변화가 어느 정도 진행된 다음에는 동태파악이 용이한 바, 작심한다면 어떻게든 적응할 수 있는 것이 인간의 능력이라 하였다.

#### 여성 단발 운동
허정숙은 1920년대 여성의 단발 운동을 주도하였다. 그는 여자가 단발해야 되는 이유로는 편하고, 머리감기에도 수월하며, 위생적이라 하였다. 1921년 경성에서 공개 단발을 한 이후 여러번 머리를 길렀다가, 공개 단발하기를 반복하였다.
여성 단발은 1920년대 들어 기생들에 의해 주도됐다. 강명화, 강향란, 박연화 등은 당시의 유명한 단발 기생이었다. 그러나 여성 단발에 대한 거부감은 컸다. 허정숙은 기생들의 단발에 적극 동조하며 이를 지지하였다. 이어 남성들은 1900년대부터 단발을 시행하였는데 여성들은 왜 단발하면 안되느냐며 항변하였다.
당시 신여성들의 호칭인 모던걸(modern girl)은 모단 걸로도 불렸는데, 이는 여성들이 기존 체제에 대한 반발의 상징을 단발에서 찾았기 때문이다. 특히 허정숙, 주세죽, 심은숙, 강아그니아 등 사회주의 운동권 여성들은 전통에 대한 반항의 의미로 단발을 했다. 허정숙은 서구의 여성들이 단발머리한 모습을 촬영한 사진들을 인쇄, 경성부내에 배포하며 단발머리의 유익함을 적극 홍보하였다.

### 서구 문명에 대한 관점
1920년대 미국에 유학한 허정숙에게 미국은 “인간인 여자를 돈 잘 아는 인형으로 제조하는 공장”이었다. 허정숙은 1926년 5월부터 1927년 11월까지 미국에 체류하였다. 허정숙에게 미국과 유럽의 사회는 여자의 권리가 남자 못지 않게 존재하는 사회로 규정했다. 그러나 그는 서구 사회가 물질만능주의에 빠진 부도덕한 사회로서 진정한 남녀가 평등한 사회라 보기도 힘들고, 유산자 여자가 가난한 남자를 역차별하는 남녀역차별이 벌어질 수 있음을 지적했다.
체류 기간은 짧았지만 아버지를 따라 미국 정·재계의 주요 인사를 만난 그녀는 미국에 대해 거리를 두고 날카롭게 비판했다. 그는 미국 교포와 상류사회에 편입되기를 희망하는 한인 교포들에 대해서도 부정적이었고, 상류층 여성들이 하층민에게 대하는 태도에 대해서도 멸시를 보냈다. 미국은 “돈의 힘이 아니면 유지할 수 없는 것이 이 나라”로 파악한 허정숙은 재미 한인 동포들을 가리켜“자본가들에게 사역을 당하는 무리”로, 미국의 여성을 “돈이라면 얼른 삼키는 인형”이라고 평가하기도 했다.
그에게 미국인들은 “황금만능의 힘을” 신봉하고 “우리로서는 능히 상상도 못할 온갖 세상의 죄악을” “유유히 감행”하는 이들이었다. 허정숙은 서구 문화의 우수성과 서구 사회가 일찍부터 여성에게도 인권과 참정권이 부여된 사회임을 인정하였으나 서구 사회를 동경하지는 않았다.

### 여성 해방론과 사회주의
1919년 첫 일본 유학에서 사회주의 사상을 접한 그는 상하이 체류 초기, 상하이 이동휘의 집에서 자본론을 비롯한 유물론, 변증법, 무신론 등 사회주의 서적과 니체, 에른스트 헤겔 등의 사회진화론 관련 서적을 본격 탐독하고 체계적으로 이론 공부를 하였다.
그는 여성 해방의 이론적 무기로서 사회주의를 선택, 적극 수용했고, 부인의 지위가 열악한 이유에 대해 “경제적으로 자본주의자인 남성에게 노예가 되었고, 성적으로 남편에게 구속을 받고 있는 이중의 쇠사슬에 얽매여 있기 때문”이라고 하였다. 그는 여자가 남자의 예속물이 되는 것은 바로 경제력 때문이라 말하고, 남자들로부터 경제적으로 독립할 때 비로소 진정한 남녀 평등한 사회가 이루어질 것이라 하였다.
허정숙은 가사 노동 역시 여자들에게만 부과되는 부당 노동이라고 역설했다. 그는 특히 봉건적 가부장제 아래에서 '가정 노예'로 신음하고 있는 다수의 농촌 여성들에 주목했다. 이러한 현실을 타개하기 위해 허정숙은 여성들에게 “이중노예를 만드는 우리의 환경에 반역하자”고 역설하는 한편, 근우회 등의 여성운동 조직에서 정열적으로 활동했다.

### 인간 해방 사상
허정숙은 한국 여성들이 민주시민, 혹은 한 사람의 인간으로서 일어설 것을 호소하였다. 그는 스스로 자각하고 일어설 때, 자신을 둘러싼 환경을 인식하고 자신의 인간적 권위를 확보하려고 할 때 인간은 비로소 인간다워질 수 있다고 역설하였다. 그는 강연에서 '감정을 살리라'고 호소했다. 한 사람의 인간으로서 독립된 삶을 살고 싶다면 자신의 감정에 충실할 것을 주장하였다. 억지로 참고 사는 것은 미덕이 아니라는 것이다.
| “ | 1. 우리는 지나간 날의 미지근한 감정을 내어버리고 정열있고 예민한 감정의 주인공이 되어서 자기 개성을 살릴 줄 알고 위할 줄 아는 여성이 되자. 2. 완전한 개성을 살리기 위해 이중노예를 만드는 우리의 환경에 반역하는 절실한 자각이 있자. 3. 이 절실한 자각 밑에서 우리 여성은 서로서로 처지 같은 여성들끼리 함께 결합하여 여성의 위력, 인간으로서의 권위를 나타내자. | ” |
|   | — 1925년 '신여성' 12월호 |   |

허정숙에 의하면 인간다운 삶, 인간 대접은 누가 해주는 것이 아니라 스스로 노력해서 얻어내는 것이라 했다. 그에 의하면 "자신을 둘러싼 환경을 인식하고 자신의 인간적 권위를 확보하려고 할 때 비로소 인간다워 질 수 있다." 따라서 허정숙은 보다 인간다운 인간, 사람다운 삶을 살기 위해서라도 나라는 존재, 자기 자신의 존재를 망각하지 말고 자아 정체성을 확립할 것을 역설하였다.
그는 시민사회로 성장하지 못한 식민지 조선에서 여성들이 여전히 봉건적 굴레에서 억압당하는 현실을 안타깝게 생격하였다. 그는 시민사회, 민주주의 사회는 일단 개인의 인격과 인권을 소중히 여기는 것으로부터 시작한다고 봤다. 그는 한 사람의 인간이라는 사실을 여성 스스로가 자각하고 실천할 것을 일관되게 주장했다.

### 통일 운동
1954년∼1955년 전후 복구사업에서 자신감을 얻은 북한은 선전문화를 전파시키려는 의도를 드러냈다. 이때 허정숙은 북한으로 납북된 조소앙, 안재홍 등의 통일 운동에도 지지를 보냈다.
| “ | 우리는 우리의 신문, 잡지, 서적들을 남반부 인민들을 위하여 보낼 것입니다. 우리는 우리의 과학, 문화, 예술인들을 파견할 것이며…. | ” |

허정숙은 이들 재남 월북 인사들과의 토론에도 나섰다. 토론에 나선 문화선전상 허정숙은 경제·문화 교류를 제안했다. 그러나 고령이었던 조소앙, 조완구 등의 연이은 죽음과 8월 종파 사건, 연안파 숙청 등으로 그의 시도는 실패로 돌아간다.

### 여성 계몽 운동
그는 여성에 대한 교육과 계몽의 중요성을 역설하였다. 1920년대에 그는 '수가이'(sky)라는 필명으로 신문, 잡지 등에 발표한 많은 글과 강연 활동, 칼럼 등을 통해 여성의 경제적 자립, 사회활동 참여, 여성운동에 대한 사회인식을 촉구했다. 허정숙은 여성이 부당한 대우를 받는 것은 무지해서라고 보았고, 1920년대, 1930년대, 여성에게도 교육의 기회가 부여되어야 함을 역설했다. 여자들도 양질의 교육을 받고 깨닭음을 얻어야 한다, 여자들 역시 남자와 똑같이 알 권리가 있음을 호소하였다. 동시에 일부 배운 여성들이 깨이지 못한 여성을 계몽시키는 일에 참여하지 않음을 비판하였다.
여학생이 늘어가고 졸업생이 많아 가는데도 왜 여성의 대부분은 점점 쇠멸의 구렁으로 기어들어가는가. … 대부분의 여성이 자신을 포기하면서 살거나, 그렇지 않고 자아를 강경히 살리려고 할 것 같으면 그 여성은 자살의 길을 취하는 수밖에 없다.— 여성의 도태 중에서

그러나 배운 신여성들이 실천에 나서지 않고 스스로 자신의 재주와 재능을 사장시킨다며 안타까워하기도 했다. 그는 여성의 도태라는 시론에서는 배운 여성들이 실천에 옮기지 않고 결혼 직후 결혼이나 가정에 안주하는 현실 역시 개탄하였다. 배운 여성들이 그렇지 못한 여성들을 계몽하거나, 다른 여성들에게도 배움의 길로 인도해야 되는데, 그렇지 않고 결혼과 가정에 안주한다고 하였다. 또한 실천하지 않고 교양을 혼수로 삼아 유복한 가문으로 결혼하려는 일부 유한 계층 신여성의 태도 역시 현실도피라며 비판했다.
허정숙은 여성운동에서 차지하는 여성교육과 계몽운동의 비중을 강조하고 여성지도자의 연구 필요성을 역설하였다.
그는 여성 계몽운동을 위해 자신이 1924년부터 1926년 출국 전, 그리고 1927년 귀국 후 1930년과 1931년을 제외하고 1934년 출국하기 전까지 경성부와 고향 명천군와 길주군내의 여자 야학당을 개설하고 부녀자들에게 한글과 숫자를 가르쳤다.

### 여성 지식인의 실천 독려
그는 중등학교 이상 배운 여성들에게 농촌으로 가서 혹은 도시의 가난한 부녀자들을 계몽하고 문자와 숫자를 가르치고 교육할 것을 역설하였다. 허정숙은 당대 신여성의 주자들인 여학생들에게 하기, 겨울 방학 등을 이용하여 농촌 여성들을 계몽할 것을 주장하였다. 그는 배운 것, 학문으로 만족하지 말고 나보다 못한 사람을 깨우치게 하고 계몽하는 것이 바로 배운 자의 도리이자 책무임을 역설하였다.
허정숙은 여학생들이 조선의 실상에서는 조선의 중추이며 보구이다. 다른 집 자녀들은 아들인데도 교육의 기회를 받지 못했는데, 학업을 한다는 것 자체가 조선에서는 참으로 "행복스러운 여성"이다. 라고 규정하였다. 이어 그는 '그렇기에 농촌 여성들을 "참된 인간으로써의 심경을 가지고 사회상을 정시, 바로 보아"야 한다. 신여성인 학생들은 조선여성의 선각자이며 지도자로서 우선 "계몽운동에서 개성의 존재를 인식케 하고 계급적으로 회합하는 기관을 지어 그 의식의 촉성을 도모하여 사회적으로 교양이 있고, 훈련이 있게 하자. 이것이 오늘날 조선인 전체의 공통된 요구이며 희망이고 당신들로써는 최선의 행동이며 의무임을 인식하자!"고 하였다.
그는 1920년대~1930년대 당시 웬만한 집에서는 아들들도 학교를 보내지 못하는 현재의 조선에서 여자의 몸으로 학교를 다닌 것은 무한한 영광이니 배운 것을 만족하지 말고, 배운 대로 실천 할 것, 그리고 어려운 환경에서 아무것도 모르고 살아가는 다른 불쌍한 여자들의 눈과 귀를 깨우치게 할 것이 바로 배운 여자, 인간으로써의 의무이자 도리라고 역설하였다. 그는 1930년의 브나로드 운동에도 적극 참여하였고, 명천군과 단천군, 함흥부내의 농촌 야학당에 나가 농민들에게 글과 숫자를 가르치는 한편 여자 야학당을 개설하여 농촌 부녀들에게 말과 글, 숫자, 역사를 가르치기도 했다.

## 평가
남자에게 종속되거나 예속되지 않고 여자 스스로의 경제적, 사회적 자립 운동을 추진한 점이 높이 평가된다. '제일선'이라는 30년대 잡지에서는 허정숙을 "조선의 프롤레타리아 운동사상 잊혀지지 않는 한 용감한 투사다... 객관적 정세에 뒤지지 않고 꾸준히 그 이데올로기가 발전됐으며..."라고 평가했다. 여성들의 일상적인 억압을 예민하게 감지하고 극복하려 했던 이론가이자 실천가였다는 평가도 있다.
신영숙은 그를 '끊임없는 이론 연구와 실천을 병행한, 당시의 대표적인 여성운동가'라고 평가하였다. 그밖에 민족해방과 계급해방, 여성해방을 고민하며 실천하던 탁월한 혁명가이자 이론가이며 맑스주의 여성해방론을 체계화시킨 장본인이라는 평가도 있다.
'공식 결혼을 7차례나 하는 등 삶의 형태도 자유로웠다.' 허정숙의 '“우월권을 가진 남성으로부터 인격을 유린당하는 것은 신여성이나 구여성이나 마찬가지다. 여성을 억압하는 사회를 변화시키기 위해 싸우는 여성은 가사를 돌볼 수 없거나, 가사를 돌보기 위해서는 사회운동에 참여할 수 없게 되는 자가당착에 빠지지만 여성의 진정한 해방, 이성간의 사랑, 생활의 안정, 가정의 문제, 직업과 일에서 여성이 갖는 근본적 고통을 해결할 열쇠가 필요하다”는 말은 지금의 여성에게도 울림을 갖는다.'는 시각도 있다.
성적 만족을 위해 정신적 사랑 없는 육체적 결합을 실천했던 여성해방주의자라는 평가도 있다. 사회주의성향의 독립운동가인 장건상은 훗날 기자들과의 인터뷰에서 그가 일곱 번 결혼한 경력을 들어 '말하기 뭐한 존재'라며 폄하하기도 했다.

## 기타
그는 동아일보 최초의 여기자이기도 했다. 큰 키에 날씬한 체구에 수려한 외모, 달변은 만나는 사람을 매료시켰다.
독립운동가 겸 정치인인 윤치호는 허정숙을 평하기를 '그(허헌)의 전처 소생(허정숙)은 그에게 골칫거리만 안겨주는 존재라는게 입증되었다'고 비판하였다.
허정숙은 언론노동자답게 타자를 잘 쳤으며 속기실력에도 능하였다. 영어, 일본어, 러시아어, 중국어 등 4개말을 능히 구사하여 별도의 통역 없이도 대화가 가능하였다. 그는 수수한 회색의 투피스와 회색 롱코트를 즐겨 입었다. 그는 여가시간에는 연극이나 오페라 공연 관람과 직접 자동차 드라이브를 즐기기도 했다. 즉, 허정숙은 실력과 교양을 가진 노동자였다.

### 성적 편력
그는 이혼녀라는 타이틀 보다 자유로운 연애 편력, 그리고 자유 연애론과 연애 유희 이론을 펼친 것이 화제가 되었다.
허정숙은 남편인 임원근(林元根)이 조선공산당사건으로 구속중이었을 때, 또다른 공산주의자인 송봉우(宋奉瑀)와 동거하는 등 자유분방한 남성 편력을 선보였을 뿐 아니라, 서대문형무소에 본인이 복역 중에 출산을 위해 한때 가출옥했다가 다시 투옥되어 많은 화제를 뿌렸다. 윤치호는 이를 질타하며 그가 허헌을 속썩이고 있다고 비토했다.
그에게는 7명의 남성이 있었다. 장건상은 그는 일곱 번이나 시집간 여자 라 하였고, '임원근은 첫 번째 남편이고, 최창익은 일곱 번째 남편이지요. 어느 책에 보면 임원근을 최창익의 별명이라고 해놓았던데 전혀 다른 사람입니다. 허정숙의 남편이라니까 다 같은 남자로 생각한 것이지요.'라고 증언하였다. 장건상 역시 그를 '허정숙은 말하기 뭐한 존재'라며 비판하였다.
잡지 ‘삼천리’는 1931년 7월호에서 박헌영의 부인이자 당대 경성 최고의 미인으로 꼽혔던 주세죽, 최초의 동아일보 여기자이며 여러 남성 독립운동가와 인연을 맺었던 허정숙, 기생 출신의 정칠성 등 여성 사회운동가 10명의 삶을 ‘그들의 남자’, 즉 사생활을 중심으로 소개했다.

## 같이 보기
| - 자유 연애론 - 동거혼 - 여성 해방 운동 - 민족 해방 - 조선공산당 - 조선민족혁명당 - 신민회 - 조선독립동맹 - 허헌 - 박헌영 - 김일성 - 최창익 - 허가이 - 윤공흠 - 최용건 - 박진목 | - 박정애 - 박원희 - 이광수 - 이순금 - 임영신 - 윤치호 - 김명순 - 전혜린 - 김부선 - 허종 - 마광수 - 표현의 자유 - 사상의 자유 - 신간회 - 근우회 - 여성동우회 | - 신민당 - 남북 협상 - 나혜석 - 김일엽 - 김규식 - 김순애 - 김활란 - 김마리아 - 박순천 - 이경희 - 이은혜 - 황애덕 - 황신덕 - 박인덕 - 박차정 - 송계월 | - 김명시 - 이태영 - 조병옥 - 차미리사 - 판위량 - 알렉산드라 콜론타이 - 동아일보 - 조선일보 - 반기독교주의 - 불가지론 - 무신론 - 유물론 - 사회진화론 - 변증법 - 강경애 - 김규식 | - 박정희 - 박헌영 - 김원봉 - 김두봉 - 정칠성 - 정종명 - 윤치영 - 선우휘 - 성재기 - 전원책 - 지만원 - 허근욱 |

## 허정숙을 연기한 배우
- 이수나 - 1981년 《제1공화국》, MBC 드라마

## 참고 자료
- 안재성, 《잡지, 시대를 철하다》 (돌베개, 2012)
- 허근욱, 〈나의 아버지 허헌과 언니 허정숙〉, 역사비평사, 《역사비평 제26호:1994년 가을호》 (역사비평사, 1994) 211~232쪽
- 서형실, 일제식민지 현실과 사회주의 여성 허정숙 - 근우회에서 독립동맹투쟁으로, 역사비평사, 《역사비평》(1992년 겨울호) (역사비평사, 1992) 278~287쪽
- 이철, 《경성을 뒤흔든 11가지 연애사건》 (다산초당, 2008)
- 한국민족운동사학회, 《한국민족운동사연구 50》 (한국민족운동사학회, 2007)
- ‘한국문화연구’ 최신호…신여성이 본 未國, 美國, 米國 경향신문 2007.04.09
- 신영숙, 〈일제하 신여성의 연애 결혼문제〉, 《한국학보 45》(일지사, 1986)
- 《주간 진보정치》(2001.9.14) 한국의 여성운동가들-4/ 허정숙 "계급해방"과 "여성해방" 사이에서
- 北영화 `민족과 운명`은 어떤 작품인가
- 이신철, 《북한 민족주의운동 연구》 (역사비평사, 2008)
- 박석분, 박은봉 공저, 《인물여성사: 한국편》 (도서출판 새날, 1994)
- 신영숙, 〈14. [인물 바로 보기] 사회주의 여성운동가, '조선의 콜론타이' 허정숙〉 내일을 여는 역사, 《내일을 여는 역사 제23호》 (내일을 여는 역사, 2006) pp. 166–177
- 김경일, 〈식민지 시기 신여성의 미국 체험과 문화 수용 : 김마리아, 박인덕, 허정숙을 중심으로〉, 이화여자대학교한국어문학연구소, 《한국문화연구원논총 제11호:2006년 12월호》 (이화여자대학교 한국어문학연구소, 2006년) pp. 45–91
- 김경애, 〈가부장제 사회에서 신여성의 삶과 남성들 : 나혜석, 김일엽, 허정숙을 중심으로〉 동덕여자대학교 한국여성연구소, 《젠더연구 제16호:2011년》 (동덕여자대학교 한국여성연구소, 2011) pp. 131–150
- 신영숙, 〈일제시기 여성운동가의 삶과 그 특성 연구 - 조신성과 허정숙을 중심으로〉, 역사학회, 《역사학보》(155호) (역사학회, 1996), pp. 129–158.
- 서형실, 〈정열의 여성운동가 허정숙〉, 한국여성연구소, 《여성과 사회 3호》 (한국여성연구소, 1992), pp. 198–222.
- 허정숙, 〈위대한 사랑의 력사를 되새기며》 (조선로동당출판사, 1989)
- 허정숙, 《민주건국의 나날에》 (조선로동당출판사, 1986)
- 허정숙, 《은혜로운 사랑 속에서 (1 - 4)》 (삼학사, 1981)
- 허정숙, 〈주체의 혁명위업에 끝없이 충실한 공산주의 녀성혁명가의 빛나는 생애〉 <근로자> 1987.12
- 허정숙, 〈발연왕유지유감조〉 1985. 3, 천지, 길림성
- 허정숙, 〈조선로동당은 인민대중과 혈연적으로 련결된 대정적 당〉, <근로자> 1985.1
- 허정숙, 〈兩個鷄蛋朝〉 <연변일보> 1984.2, 길림성
- 허정숙, 〈쏘베트 군대에 의한 조선의 해방과 조선 인민의 창조적 투쟁〉, <근로자> 1955.6

## 관련 서적
- 안재성, 《잡지, 시대를 철하다》 (돌베개, 2012)
- 한국여성학회, 《일제하 여성독립운동과 여성운동 I》, (한국여성학회, 1992)
- 한국민족운동사학회, 《한국민족운동사연구 50》 (한국민족운동사학회, 2007)
- 한국민족운동사학회, 《한국민족운동사연구 18》 (한국민족운동사연구회, 1998)
- 이현희, 《한국여성오천년사 - 여성의 항일투쟁과 계몽》, (명문당, 1990)
- 박용옥, 《한국 여성근대화의 역사적 맥락》, (지식산업사, 2001)
- 안재성, 《잡지, 시대를 철하다》 (돌베개, 2012)
- 문옥표 외, 《신여성》 (청년사, 2004)
- 찰스 암스트롱, 《북조선 탄생》 (김영철, 이정우 옮김, 서해문집, 2006)
- 이승원, 《세계로 떠난 조선의 지식인들:100년 전 그들은 세계를 어떻게 인식했을까?》 (휴머니스트, 2009)
- 이철, 《경성을 뒤흔든 11가지 연애사건》 (다산초당, 2008)
- 한일여성공동역사교재편찬위원회, 《여성의 눈으로 본 한일 근현대사》 (한울, 2005)
- 이배용 외, 《우리 나라 여성들은 어떻게 살았을까 2:개화기부터해방기까지》 (청년사, 1999)
- 1920년대 국내학생운동의 성격과 위상(학생독립운동연구단, 김성민, 2011년 12월)
- 일제하 재일조선인유학생운동 (학생독립운동연구단, 배영미, 2011년 12월)
- 송진희, 《허정숙의 생애와 활동 : 사상과 운동의 변천을 중심으로》 (순천대학교, 2004년)
- 김연숙, 《그녀들의 이야기 신여성:한국근현대문학과 젠더 연구》 (역락, 2011)
- 이신철, 《북한 민족주의운동 연구》 (역사비평사, 2008)
- 최규진, 《근대를 보는 창 20:인간을 둘러싼 여러 이야기 묶음이 곧 역사이다》 (서해문집, 2007)
- 김호웅, 《김학철 평전》 (실천문학사, 2007)
- 김경일, 《여성의 근대, 근대의 여성:20세기 전반기 신여성과 근대성》 (푸른역사, 2004)
- 강만길, 조선민족혁명당과 통일전선 (화평사, 1991)
- 권보드래, 《연애의 시대》 (현실문화연구, 2003)
- 문옥표·이배용 외, 《신여성》 (청년사, 2003)
- 최성원, 광주학생독립운동의 주역들(고려원, 2001)
- 박용옥, 《한국근대여성사》 (정음사, 1981)
- 이정식, 한홍구 공편 《항전별곡:조선독립동맹 자료》 (거름, 1986)
- 한국여성개발원, 《한국역사속의 여성인물 (하)》 (한국여성개발원, 1998)
- 박석분, 박은봉 공저, 《인물여성사: 한국편》 (도서출판 새날, 1994)
- 김경일, 《여성의 근대 근대의 여성》 (푸른역사, 2004)